# Ding Liren
Dans ce nom chinois, le nom de famille, Ding, précède le nom personnel.
Ding Liren (en chinois : 丁立人 ; pinyin : Dīng Lìrén), né le 24 octobre 1992 à Wenzhou, est un joueur d'échecs chinois, grand maître international depuis octobre 2009 et champion du monde entre 2023 et 2024.
Le 30 avril 2023, il devient champion du monde en cadence classique en battant le Russe Ian Nepomniachtchi lors de la finale du championnat du monde 2023, à l'issue des parties de départage, succédant au Norvégien Magnus Carlsen. Il devient à cette occasion le premier joueur chinois à remporter le titre de champion du monde.
Le 12 décembre 2024, il est battu en finale du championnat du monde en cadence classique par l'Indien Gukesh D à l'issue de la dernière partie.
Au 1er mai 2023, il est le troisième joueur mondial et le numéro un chinois avec un classement Elo de 2 789 points. Il est le joueur d'échecs chinois le mieux classé de l'histoire, ayant atteint un classement Elo maximum de 2 816 points en novembre 2018. Il est également trois fois champion de Chine d'échecs.
De juillet à décembre 2016, Ding Liren est classé numéro un mondial en blitz avec un classement Elo en blitz de 2 875, devant Magnus Carlsen et Hikaru Nakamura.

## Éducation
Ding est le fils d'un père ingénieur et d'une mère infirmière.
Ding Liren a fréquenté l'école élémentaire Chant Garden (en) et est diplômé du école secondaire  Zhejiang Wenzhou (en) et de la faculté de droit de l'université de Pékin.

## Carrière

### Découverte des échecs
En 1995, un grand match est organisé à Wenzhou entre Xie Jun, première femme chinoise à remporter le titre de championne du monde d'échecs, et Viktor Kortchnoï. Cette rencontre vaut à Wenzhou le titre de « ville des échecs », contribuant ainsi à l'élévation de cette discipline en tant qu'activité noble dans la société chinoise.
C'est dans ce contexte que Ding Liren découvre sa passion pour ce jeu dès l'âge de quatre ans, grâce à l'inscription de ses parents dans un club dédié. Sous la direction de l'entraîneur réputé Chen Lixing, qui avait auparavant contribué à la formation de Zhu Chen, championne du monde d'échecs.
À l'âge de cinq ans, il rejoint le centre d'entraînement de la réserve nationale d'échecs de Wenzhou, où il est entraîné par Huang Xiwen et Wang Zhan.

### Compétitions de jeunes
En novembre 2002, Ding est premier ex æquo du Championnat du monde des moins de 10 ans avec l'Azerbaïdjanais Eltaj Safarli mais au départage c'est Safarli qui est couronné champion du monde. En novembre 2004, il est encore premier ex æquo du champion du monde des moins de 12 ans mais, au départage, c'est son compatriote Zhao Nan qui l'emporte.

### Champion de Chine (2009)
Ding Liren est encore classé en dessous de 2300 à la veille de son 15e anniversaire, à un âge où la plupart des joueurs ayant son potentiel sont déjà grands maîtres.
En avril 2009, à seize ans, il remporte le championnat de Chine avec 8,5 points sur 11. Il y réalise aussi sa deuxième norme de grand-maître et devient le plus jeune champion de Chine à l'âge de 16 ans. En avril 2011, il remporte à nouveau le titre de champion national avec 9 points sur 11 et conserve le titre en avril 2012 (8 points sur 11).
Ding participe à la Coupe du monde d'échecs 2011 en août 2011 mais se fait battre au premier tour par Wesley So (2,5-1,5).
En 2012, à Athènes, Ding Liren reçoit la médaille de bronze au championnat du monde d'échecs junior (médaille d'or remportée par Aleksandr Ipatov).

### Vainqueur du tournoi de Danzhou (2013 et 2014)
Le 21 avril 2013, il bat le numéro deux mondial Levon Aronian en ouverture du Memorial Alekhine à Paris. Il s'agit néanmoins de sa seule partie gagnée durant ce tournoi dont le vainqueur est justement Aronian, et où Ding Liren finit avant-dernier des dix participants (devant Peter Svidler) avec la marque de 3,5/9 (+1, =5, -3) et une performance à 2 669.
Il réalise une performance au festival de Bienne 2013 (1er-4e du tournoi fermé et quatrième après départage). En 2013 et 2014, il remporte le tournoi d'échecs de Danzhou.

### Victoires avec l'équipe de Chine (2014, 2015 et 2018)
En 2014 il participe à l'Olympiade d'échecs de 2014 à Tromsø dans l'équipe représentant la Chine qui remporte la médaille d'or. Il y gagne la médaille de bronze du deuxième échiquier. La Chine remporte le championnat du monde d'échecs par équipes en 2015 avec Ding Liren au premier échiquier. Ding Liren avait déjà remporté la médaille d'argent par équipe avec la Chine en 2011 (il était remplaçant) et en 2013 (il jouait au deuxième échiquier).
En 2018, la Chine remporte l'Olympiade à Batoumi grâce à un meilleur départage que les États-Unis et la Russie. Ding Liren remporte la médaille d'or au premier échiquier et réalise la deuxième meilleure performance de la compétition.

### Entrée dans le top dix mondial (2015)
En juillet 2015, il bat Boris Guelfand en match à Wenzhou (3 à 1). En août 2015, il est le deuxième chinois (après Wang Yue) à entrer dans le top 10 mondial avec un classement Elo de 2 770.
En mars 2016, Ding Liren remporte l'open Aeroflot en blitz (open Aeroflot du groupe de compagnies « Region ») avec 15 points sur 18. En mai 2016, il bat l'Américain Wesley So à Shanghaï (2,5 à 1,5).

### Finaliste des Coupes du monde 2017 et 2019
En 2017, il remporte le tournoi d'échecs de Shenzhen devant Anish Giri et Peter Svidler.
En septembre 2017, Ding Liren parvient en finale de la Coupe du monde à Tbilissi où il est battu par Levon Aronian 4 à 2 après départages (2-2 en parties classiques).
| Année | Lieu            | Résultat                            | Ultime adversaire | Adversaires battus                                                                                   |
| ----- | --------------- | ----------------------------------- | ----------------- | --- |
| 2011  | Khanty-Mansiïsk | premier tour                        | Wesley So         | |
| 2015  | Bakou           | quatrième tour (huitième de finale) | Wei Yi            | Tomas Krnan, Ernesto Inarkiev Gadir Gousseinov                                                       |
| 2017  | Tbilissi        | finaliste                           | Levon Aronian     | Mohamed Haddouche, Martyn Kravtsiv, Vidit Santosh Gujrathi, Wang Hao Richárd Rapport, Wesley So      |
| 2019  | Khanty-Mansiïsk | finaliste                           | Teimour Radjabov  | Shaun Press, Sergei Movsessian Alireza Firouzja, Kirill Alekseïenko Aleksandr Grichtchouk, Yu Yangyi |

### Tournoi des candidats (2018)

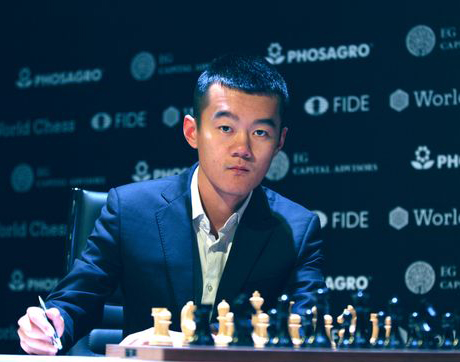
Ding Liren en 2018 lors du tournoi des candidats.

La performance de Ding Liren à la Coupe du monde 2017 le qualifie pour le Tournoi des candidats qui se déroule en mars 2018. Il est le premier joueur chinois à atteindre ce niveau de compétition. Lors de ce tournoi, il ne subit aucune défaite (1 victoire, 13 matchs nuls) et termine quatrième sur huit joueurs.
En 2018, lors du tournoi Norway Chess, Ding Liren a un accident et doit abandonner le tournoi.

### Série d'invincibilité (2017-2018)
D'août 2017 à novembre 2018 (tournoi d'échecs de Shenzhen), Ding Liren est invaincu pendant une série de cent parties classiques (29 victoires et 71 nulles), réalisant une des plus longues séries de parties sans défaite de l'histoire du jeu d'échecs. Maxime Vachier-Lagrave met fin à cette série sans défaite en le battant lors de la septième ronde du tournoi d'échecs de Shenzhen, en novembre 2018. Depuis 2020, le record est de 125 parties lentes disputées sans défaite par Magnus Carlsen (entre 2018 et 2020).
La série de cent parties (à cadence lente) est composée de :
- 2 parties (troisième et quatrième parties) du match contre Anish Giri à Wenzhou en août 2017 (match perdu) ;
- 16 parties classiques lors de la Coupe du monde 2017 (finaliste) ;
- 7 parties à la Coupe d'Europe des clubs d'échecs 2017 ;
- 9 parties au Grand Prix FIDE 2017 de Palma de Majorque (3e ex æquo) ;
- 16 parties en ligue chinoise (championnat de Chine des clubs d'échecs) disputées en août, novembre, décembre 2017, avril et mai 2018 ;
- 14 parties au tournoi des candidats de 2018 (4e place) ;
- 9 parties au tournoi mémorial Gashimov à Shamkir en 2018 (2e place) ;
- 3 parties au tournoi Norway Chess 2018, tournoi abandonné par Ding à cause d'un accident ;
- 4 parties du match contre Veselin Topalov à Wenzhou en août 2018 (victoire 3 à 1) ;
- 8 parties disputées au 1er échiquier lors de l'Olympiade d'échecs de 2018 à Batoumi, olympiade remportée par la Chine ;
- 6 parties à la Coupe d'Europe des clubs d'échecs 2018 ;
- 6 parties du début du tournoi de Shenzhen 2018.

### Vainqueur de la Coupe Sinquefield (2019)
En 2018 et 2019, Ding Liren finit deuxième du tournoi d'échecs de Şəmkir derrière le champion du monde Magnus Carlsen.
En août 2019, Ding Liren remporte la Coupe Sinquefield en battant en match de départage le champion du monde Magnus Carlsen 3 à 1.

### Vainqueur de la finale du Grand Chess Tour 2019
Lors de la finale du Grand Chess Tour 2019 disputée à Londres, Ding Liren bat Levon Aronian en demi-finale (19 à 9) et Maxime Vachier-Lagrave en finale (16 à 12).

### Tournois des candidats 2020-2021 et 2022
La deuxième place à la Coupe du monde d'échecs 2019 qualifie Ding Liren pour le tournoi des candidats de 2020. Après un tournoi interrompu par la pandémie de Covid-19, il finit à la 5e-6e place avec la moitié des points (7 / 14).
En 2022, il se qualifie pour le tournoi des candidats en remplacement de Sergueï Kariakine grâce à son classement Elo. Il finit deuxième du tournoi des candidats avec 8 points sur 14. Puisque le champion du monde Magnus Carlsen a renoncé à défendre son titre contre Ian Nepomniachtchi, le vainqueur du tournoi des candidats, la deuxième place de Ding le qualifie pour disputer le Championnat du monde d'échecs 2023.

### Championnat du monde d'échecs 2023
Lors de ce championnat disputé à Astana, après 3 victoires de chaque côté et 8 nulles, il s'impose dans la quatrième et dernière partie de départage en rapides, décrochant ainsi le titre mondial. Il devient le premier Chinois à remporter le titre suprême, succédant au Norvégien Magnus Carlsen,.
Après sa victoire, Ding Liren a très peu joué, avec une pause de plusieurs mois, évoquant « fatigue mentale » et « dépression ». Après sept mois de pause, il a des difficultés à retrouver son niveau de jeu, et n’a depuis plus gagné une partie en format long depuis janvier, soit 28 parties jusqu'à la première partie du championnat du monde 2024, après avoir régressé à la 22e place du classement mondial. Il perd son titre lors du championnat du monde 2024 face à l'Indien Gukesh D.

## Une partie remarquable

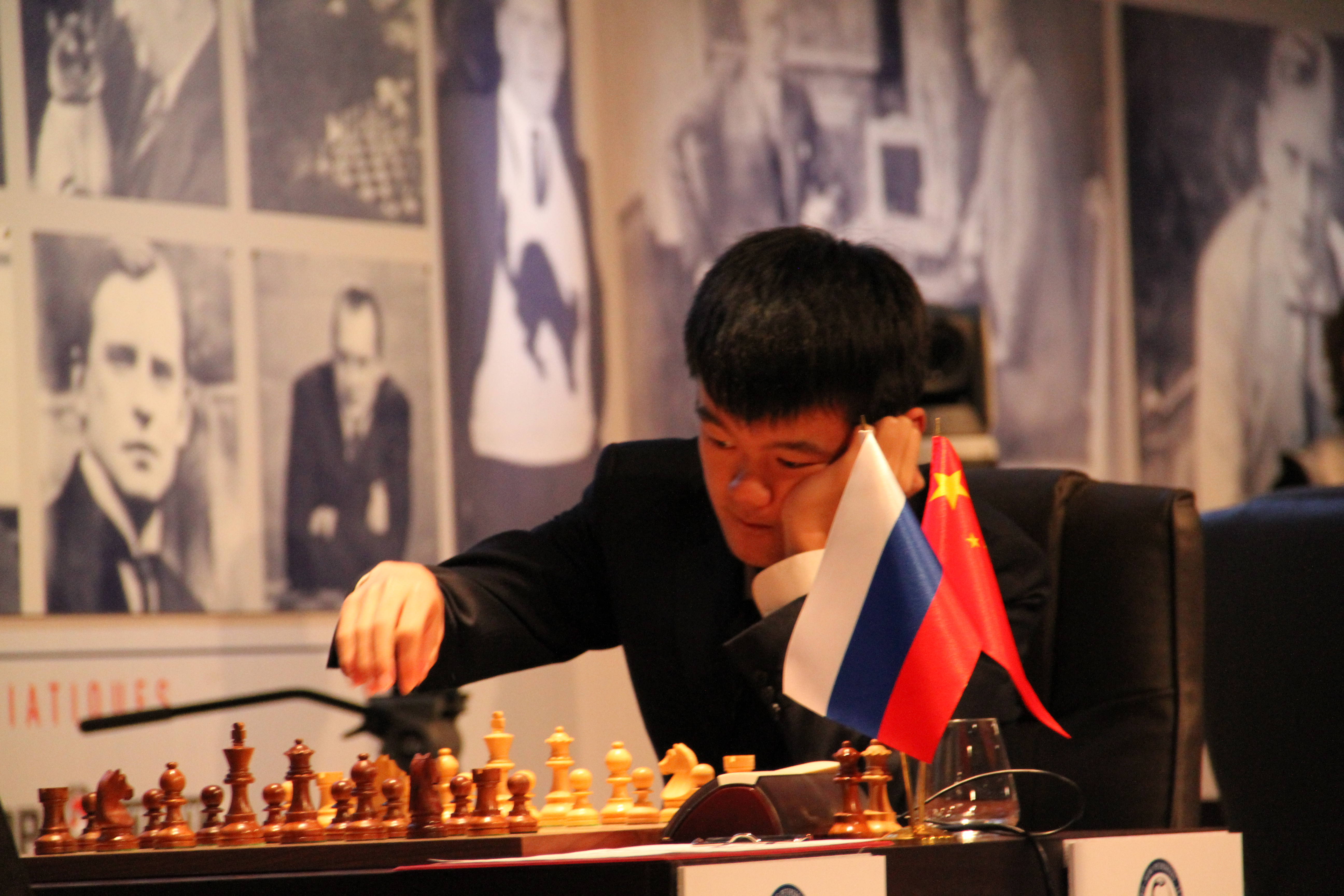
Ding Liren lors du mémorial Alekhine 2013.

Ding Liren - Levon Aronian, Mémorial Alekhine, 21 avril 2013, première ronde. Défense semi-slave :
1.d4 d5 2.c4 c6 3.Cf3 Cf6 4.Cc3 a6 5.e3 e6 6.c5 Cbd7 7.b4 b6 8.Fb2 a5 9.a3 Fe7 10.Fd3 O-O 11.O-O Fa6 12.Ce1 Fc4 ?!
Ce coup des noirs est inattendu : il permet aux blancs, en échangeant le fou sur c4, de gagner un avantage d'espace au centre grâce à leurs pions centraux.
|   | a | b | c | d | e | f | g | h |   |
| 8 | Tour noire sur case blanche a8 · Dame noire sur case noire d8 · Tour noire sur case noire f8 · Roi noir sur case blanche g8 · Cavalier noir sur case blanche d7 · Fou noir sur case noire e7 · Pion noir sur case blanche f7 · Pion noir sur case noire g7 · Pion noir sur case blanche h7 · Pion noir sur case noire b6 · Pion noir sur case blanche c6 · Pion noir sur case blanche e6 · Cavalier noir sur case noire f6 · Pion noir sur case noire a5 · Pion blanc sur case noire c5 · Pion blanc sur case noire b4 · Pion noir sur case blanche c4 · Pion blanc sur case noire d4 · Pion blanc sur case noire a3 · Cavalier blanc sur case noire c3 · Pion blanc sur case noire e3 · Fou blanc sur case noire b2 · Pion blanc sur case noire f2 · Pion blanc sur case blanche g2 · Pion blanc sur case noire h2 · Tour blanche sur case noire a1 · Dame blanche sur case blanche d1 · Cavalier blanc sur case noire e1 · Tour blanche sur case blanche f1 · Roi blanc sur case noire g1 | Tour noire sur case blanche a8 · Dame noire sur case noire d8 · Tour noire sur case noire f8 · Roi noir sur case blanche g8 · Cavalier noir sur case blanche d7 · Fou noir sur case noire e7 · Pion noir sur case blanche f7 · Pion noir sur case noire g7 · Pion noir sur case blanche h7 · Pion noir sur case noire b6 · Pion noir sur case blanche c6 · Pion noir sur case blanche e6 · Cavalier noir sur case noire f6 · Pion noir sur case noire a5 · Pion blanc sur case noire c5 · Pion blanc sur case noire b4 · Pion noir sur case blanche c4 · Pion blanc sur case noire d4 · Pion blanc sur case noire a3 · Cavalier blanc sur case noire c3 · Pion blanc sur case noire e3 · Fou blanc sur case noire b2 · Pion blanc sur case noire f2 · Pion blanc sur case blanche g2 · Pion blanc sur case noire h2 · Tour blanche sur case noire a1 · Dame blanche sur case blanche d1 · Cavalier blanc sur case noire e1 · Tour blanche sur case blanche f1 · Roi blanc sur case noire g1 | Tour noire sur case blanche a8 · Dame noire sur case noire d8 · Tour noire sur case noire f8 · Roi noir sur case blanche g8 · Cavalier noir sur case blanche d7 · Fou noir sur case noire e7 · Pion noir sur case blanche f7 · Pion noir sur case noire g7 · Pion noir sur case blanche h7 · Pion noir sur case noire b6 · Pion noir sur case blanche c6 · Pion noir sur case blanche e6 · Cavalier noir sur case noire f6 · Pion noir sur case noire a5 · Pion blanc sur case noire c5 · Pion blanc sur case noire b4 · Pion noir sur case blanche c4 · Pion blanc sur case noire d4 · Pion blanc sur case noire a3 · Cavalier blanc sur case noire c3 · Pion blanc sur case noire e3 · Fou blanc sur case noire b2 · Pion blanc sur case noire f2 · Pion blanc sur case blanche g2 · Pion blanc sur case noire h2 · Tour blanche sur case noire a1 · Dame blanche sur case blanche d1 · Cavalier blanc sur case noire e1 · Tour blanche sur case blanche f1 · Roi blanc sur case noire g1 | Tour noire sur case blanche a8 · Dame noire sur case noire d8 · Tour noire sur case noire f8 · Roi noir sur case blanche g8 · Cavalier noir sur case blanche d7 · Fou noir sur case noire e7 · Pion noir sur case blanche f7 · Pion noir sur case noire g7 · Pion noir sur case blanche h7 · Pion noir sur case noire b6 · Pion noir sur case blanche c6 · Pion noir sur case blanche e6 · Cavalier noir sur case noire f6 · Pion noir sur case noire a5 · Pion blanc sur case noire c5 · Pion blanc sur case noire b4 · Pion noir sur case blanche c4 · Pion blanc sur case noire d4 · Pion blanc sur case noire a3 · Cavalier blanc sur case noire c3 · Pion blanc sur case noire e3 · Fou blanc sur case noire b2 · Pion blanc sur case noire f2 · Pion blanc sur case blanche g2 · Pion blanc sur case noire h2 · Tour blanche sur case noire a1 · Dame blanche sur case blanche d1 · Cavalier blanc sur case noire e1 · Tour blanche sur case blanche f1 · Roi blanc sur case noire g1 | Tour noire sur case blanche a8 · Dame noire sur case noire d8 · Tour noire sur case noire f8 · Roi noir sur case blanche g8 · Cavalier noir sur case blanche d7 · Fou noir sur case noire e7 · Pion noir sur case blanche f7 · Pion noir sur case noire g7 · Pion noir sur case blanche h7 · Pion noir sur case noire b6 · Pion noir sur case blanche c6 · Pion noir sur case blanche e6 · Cavalier noir sur case noire f6 · Pion noir sur case noire a5 · Pion blanc sur case noire c5 · Pion blanc sur case noire b4 · Pion noir sur case blanche c4 · Pion blanc sur case noire d4 · Pion blanc sur case noire a3 · Cavalier blanc sur case noire c3 · Pion blanc sur case noire e3 · Fou blanc sur case noire b2 · Pion blanc sur case noire f2 · Pion blanc sur case blanche g2 · Pion blanc sur case noire h2 · Tour blanche sur case noire a1 · Dame blanche sur case blanche d1 · Cavalier blanc sur case noire e1 · Tour blanche sur case blanche f1 · Roi blanc sur case noire g1 | Tour noire sur case blanche a8 · Dame noire sur case noire d8 · Tour noire sur case noire f8 · Roi noir sur case blanche g8 · Cavalier noir sur case blanche d7 · Fou noir sur case noire e7 · Pion noir sur case blanche f7 · Pion noir sur case noire g7 · Pion noir sur case blanche h7 · Pion noir sur case noire b6 · Pion noir sur case blanche c6 · Pion noir sur case blanche e6 · Cavalier noir sur case noire f6 · Pion noir sur case noire a5 · Pion blanc sur case noire c5 · Pion blanc sur case noire b4 · Pion noir sur case blanche c4 · Pion blanc sur case noire d4 · Pion blanc sur case noire a3 · Cavalier blanc sur case noire c3 · Pion blanc sur case noire e3 · Fou blanc sur case noire b2 · Pion blanc sur case noire f2 · Pion blanc sur case blanche g2 · Pion blanc sur case noire h2 · Tour blanche sur case noire a1 · Dame blanche sur case blanche d1 · Cavalier blanc sur case noire e1 · Tour blanche sur case blanche f1 · Roi blanc sur case noire g1 | Tour noire sur case blanche a8 · Dame noire sur case noire d8 · Tour noire sur case noire f8 · Roi noir sur case blanche g8 · Cavalier noir sur case blanche d7 · Fou noir sur case noire e7 · Pion noir sur case blanche f7 · Pion noir sur case noire g7 · Pion noir sur case blanche h7 · Pion noir sur case noire b6 · Pion noir sur case blanche c6 · Pion noir sur case blanche e6 · Cavalier noir sur case noire f6 · Pion noir sur case noire a5 · Pion blanc sur case noire c5 · Pion blanc sur case noire b4 · Pion noir sur case blanche c4 · Pion blanc sur case noire d4 · Pion blanc sur case noire a3 · Cavalier blanc sur case noire c3 · Pion blanc sur case noire e3 · Fou blanc sur case noire b2 · Pion blanc sur case noire f2 · Pion blanc sur case blanche g2 · Pion blanc sur case noire h2 · Tour blanche sur case noire a1 · Dame blanche sur case blanche d1 · Cavalier blanc sur case noire e1 · Tour blanche sur case blanche f1 · Roi blanc sur case noire g1 | Tour noire sur case blanche a8 · Dame noire sur case noire d8 · Tour noire sur case noire f8 · Roi noir sur case blanche g8 · Cavalier noir sur case blanche d7 · Fou noir sur case noire e7 · Pion noir sur case blanche f7 · Pion noir sur case noire g7 · Pion noir sur case blanche h7 · Pion noir sur case noire b6 · Pion noir sur case blanche c6 · Pion noir sur case blanche e6 · Cavalier noir sur case noire f6 · Pion noir sur case noire a5 · Pion blanc sur case noire c5 · Pion blanc sur case noire b4 · Pion noir sur case blanche c4 · Pion blanc sur case noire d4 · Pion blanc sur case noire a3 · Cavalier blanc sur case noire c3 · Pion blanc sur case noire e3 · Fou blanc sur case noire b2 · Pion blanc sur case noire f2 · Pion blanc sur case blanche g2 · Pion blanc sur case noire h2 · Tour blanche sur case noire a1 · Dame blanche sur case blanche d1 · Cavalier blanc sur case noire e1 · Tour blanche sur case blanche f1 · Roi blanc sur case noire g1 | 8 |
| 7 | Tour noire sur case blanche a8 · Dame noire sur case noire d8 · Tour noire sur case noire f8 · Roi noir sur case blanche g8 · Cavalier noir sur case blanche d7 · Fou noir sur case noire e7 · Pion noir sur case blanche f7 · Pion noir sur case noire g7 · Pion noir sur case blanche h7 · Pion noir sur case noire b6 · Pion noir sur case blanche c6 · Pion noir sur case blanche e6 · Cavalier noir sur case noire f6 · Pion noir sur case noire a5 · Pion blanc sur case noire c5 · Pion blanc sur case noire b4 · Pion noir sur case blanche c4 · Pion blanc sur case noire d4 · Pion blanc sur case noire a3 · Cavalier blanc sur case noire c3 · Pion blanc sur case noire e3 · Fou blanc sur case noire b2 · Pion blanc sur case noire f2 · Pion blanc sur case blanche g2 · Pion blanc sur case noire h2 · Tour blanche sur case noire a1 · Dame blanche sur case blanche d1 · Cavalier blanc sur case noire e1 · Tour blanche sur case blanche f1 · Roi blanc sur case noire g1 | Tour noire sur case blanche a8 · Dame noire sur case noire d8 · Tour noire sur case noire f8 · Roi noir sur case blanche g8 · Cavalier noir sur case blanche d7 · Fou noir sur case noire e7 · Pion noir sur case blanche f7 · Pion noir sur case noire g7 · Pion noir sur case blanche h7 · Pion noir sur case noire b6 · Pion noir sur case blanche c6 · Pion noir sur case blanche e6 · Cavalier noir sur case noire f6 · Pion noir sur case noire a5 · Pion blanc sur case noire c5 · Pion blanc sur case noire b4 · Pion noir sur case blanche c4 · Pion blanc sur case noire d4 · Pion blanc sur case noire a3 · Cavalier blanc sur case noire c3 · Pion blanc sur case noire e3 · Fou blanc sur case noire b2 · Pion blanc sur case noire f2 · Pion blanc sur case blanche g2 · Pion blanc sur case noire h2 · Tour blanche sur case noire a1 · Dame blanche sur case blanche d1 · Cavalier blanc sur case noire e1 · Tour blanche sur case blanche f1 · Roi blanc sur case noire g1 | Tour noire sur case blanche a8 · Dame noire sur case noire d8 · Tour noire sur case noire f8 · Roi noir sur case blanche g8 · Cavalier noir sur case blanche d7 · Fou noir sur case noire e7 · Pion noir sur case blanche f7 · Pion noir sur case noire g7 · Pion noir sur case blanche h7 · Pion noir sur case noire b6 · Pion noir sur case blanche c6 · Pion noir sur case blanche e6 · Cavalier noir sur case noire f6 · Pion noir sur case noire a5 · Pion blanc sur case noire c5 · Pion blanc sur case noire b4 · Pion noir sur case blanche c4 · Pion blanc sur case noire d4 · Pion blanc sur case noire a3 · Cavalier blanc sur case noire c3 · Pion blanc sur case noire e3 · Fou blanc sur case noire b2 · Pion blanc sur case noire f2 · Pion blanc sur case blanche g2 · Pion blanc sur case noire h2 · Tour blanche sur case noire a1 · Dame blanche sur case blanche d1 · Cavalier blanc sur case noire e1 · Tour blanche sur case blanche f1 · Roi blanc sur case noire g1 | Tour noire sur case blanche a8 · Dame noire sur case noire d8 · Tour noire sur case noire f8 · Roi noir sur case blanche g8 · Cavalier noir sur case blanche d7 · Fou noir sur case noire e7 · Pion noir sur case blanche f7 · Pion noir sur case noire g7 · Pion noir sur case blanche h7 · Pion noir sur case noire b6 · Pion noir sur case blanche c6 · Pion noir sur case blanche e6 · Cavalier noir sur case noire f6 · Pion noir sur case noire a5 · Pion blanc sur case noire c5 · Pion blanc sur case noire b4 · Pion noir sur case blanche c4 · Pion blanc sur case noire d4 · Pion blanc sur case noire a3 · Cavalier blanc sur case noire c3 · Pion blanc sur case noire e3 · Fou blanc sur case noire b2 · Pion blanc sur case noire f2 · Pion blanc sur case blanche g2 · Pion blanc sur case noire h2 · Tour blanche sur case noire a1 · Dame blanche sur case blanche d1 · Cavalier blanc sur case noire e1 · Tour blanche sur case blanche f1 · Roi blanc sur case noire g1 | Tour noire sur case blanche a8 · Dame noire sur case noire d8 · Tour noire sur case noire f8 · Roi noir sur case blanche g8 · Cavalier noir sur case blanche d7 · Fou noir sur case noire e7 · Pion noir sur case blanche f7 · Pion noir sur case noire g7 · Pion noir sur case blanche h7 · Pion noir sur case noire b6 · Pion noir sur case blanche c6 · Pion noir sur case blanche e6 · Cavalier noir sur case noire f6 · Pion noir sur case noire a5 · Pion blanc sur case noire c5 · Pion blanc sur case noire b4 · Pion noir sur case blanche c4 · Pion blanc sur case noire d4 · Pion blanc sur case noire a3 · Cavalier blanc sur case noire c3 · Pion blanc sur case noire e3 · Fou blanc sur case noire b2 · Pion blanc sur case noire f2 · Pion blanc sur case blanche g2 · Pion blanc sur case noire h2 · Tour blanche sur case noire a1 · Dame blanche sur case blanche d1 · Cavalier blanc sur case noire e1 · Tour blanche sur case blanche f1 · Roi blanc sur case noire g1 | Tour noire sur case blanche a8 · Dame noire sur case noire d8 · Tour noire sur case noire f8 · Roi noir sur case blanche g8 · Cavalier noir sur case blanche d7 · Fou noir sur case noire e7 · Pion noir sur case blanche f7 · Pion noir sur case noire g7 · Pion noir sur case blanche h7 · Pion noir sur case noire b6 · Pion noir sur case blanche c6 · Pion noir sur case blanche e6 · Cavalier noir sur case noire f6 · Pion noir sur case noire a5 · Pion blanc sur case noire c5 · Pion blanc sur case noire b4 · Pion noir sur case blanche c4 · Pion blanc sur case noire d4 · Pion blanc sur case noire a3 · Cavalier blanc sur case noire c3 · Pion blanc sur case noire e3 · Fou blanc sur case noire b2 · Pion blanc sur case noire f2 · Pion blanc sur case blanche g2 · Pion blanc sur case noire h2 · Tour blanche sur case noire a1 · Dame blanche sur case blanche d1 · Cavalier blanc sur case noire e1 · Tour blanche sur case blanche f1 · Roi blanc sur case noire g1 | Tour noire sur case blanche a8 · Dame noire sur case noire d8 · Tour noire sur case noire f8 · Roi noir sur case blanche g8 · Cavalier noir sur case blanche d7 · Fou noir sur case noire e7 · Pion noir sur case blanche f7 · Pion noir sur case noire g7 · Pion noir sur case blanche h7 · Pion noir sur case noire b6 · Pion noir sur case blanche c6 · Pion noir sur case blanche e6 · Cavalier noir sur case noire f6 · Pion noir sur case noire a5 · Pion blanc sur case noire c5 · Pion blanc sur case noire b4 · Pion noir sur case blanche c4 · Pion blanc sur case noire d4 · Pion blanc sur case noire a3 · Cavalier blanc sur case noire c3 · Pion blanc sur case noire e3 · Fou blanc sur case noire b2 · Pion blanc sur case noire f2 · Pion blanc sur case blanche g2 · Pion blanc sur case noire h2 · Tour blanche sur case noire a1 · Dame blanche sur case blanche d1 · Cavalier blanc sur case noire e1 · Tour blanche sur case blanche f1 · Roi blanc sur case noire g1 | Tour noire sur case blanche a8 · Dame noire sur case noire d8 · Tour noire sur case noire f8 · Roi noir sur case blanche g8 · Cavalier noir sur case blanche d7 · Fou noir sur case noire e7 · Pion noir sur case blanche f7 · Pion noir sur case noire g7 · Pion noir sur case blanche h7 · Pion noir sur case noire b6 · Pion noir sur case blanche c6 · Pion noir sur case blanche e6 · Cavalier noir sur case noire f6 · Pion noir sur case noire a5 · Pion blanc sur case noire c5 · Pion blanc sur case noire b4 · Pion noir sur case blanche c4 · Pion blanc sur case noire d4 · Pion blanc sur case noire a3 · Cavalier blanc sur case noire c3 · Pion blanc sur case noire e3 · Fou blanc sur case noire b2 · Pion blanc sur case noire f2 · Pion blanc sur case blanche g2 · Pion blanc sur case noire h2 · Tour blanche sur case noire a1 · Dame blanche sur case blanche d1 · Cavalier blanc sur case noire e1 · Tour blanche sur case blanche f1 · Roi blanc sur case noire g1 | 7 |
| 6 | Tour noire sur case blanche a8 · Dame noire sur case noire d8 · Tour noire sur case noire f8 · Roi noir sur case blanche g8 · Cavalier noir sur case blanche d7 · Fou noir sur case noire e7 · Pion noir sur case blanche f7 · Pion noir sur case noire g7 · Pion noir sur case blanche h7 · Pion noir sur case noire b6 · Pion noir sur case blanche c6 · Pion noir sur case blanche e6 · Cavalier noir sur case noire f6 · Pion noir sur case noire a5 · Pion blanc sur case noire c5 · Pion blanc sur case noire b4 · Pion noir sur case blanche c4 · Pion blanc sur case noire d4 · Pion blanc sur case noire a3 · Cavalier blanc sur case noire c3 · Pion blanc sur case noire e3 · Fou blanc sur case noire b2 · Pion blanc sur case noire f2 · Pion blanc sur case blanche g2 · Pion blanc sur case noire h2 · Tour blanche sur case noire a1 · Dame blanche sur case blanche d1 · Cavalier blanc sur case noire e1 · Tour blanche sur case blanche f1 · Roi blanc sur case noire g1 | Tour noire sur case blanche a8 · Dame noire sur case noire d8 · Tour noire sur case noire f8 · Roi noir sur case blanche g8 · Cavalier noir sur case blanche d7 · Fou noir sur case noire e7 · Pion noir sur case blanche f7 · Pion noir sur case noire g7 · Pion noir sur case blanche h7 · Pion noir sur case noire b6 · Pion noir sur case blanche c6 · Pion noir sur case blanche e6 · Cavalier noir sur case noire f6 · Pion noir sur case noire a5 · Pion blanc sur case noire c5 · Pion blanc sur case noire b4 · Pion noir sur case blanche c4 · Pion blanc sur case noire d4 · Pion blanc sur case noire a3 · Cavalier blanc sur case noire c3 · Pion blanc sur case noire e3 · Fou blanc sur case noire b2 · Pion blanc sur case noire f2 · Pion blanc sur case blanche g2 · Pion blanc sur case noire h2 · Tour blanche sur case noire a1 · Dame blanche sur case blanche d1 · Cavalier blanc sur case noire e1 · Tour blanche sur case blanche f1 · Roi blanc sur case noire g1 | Tour noire sur case blanche a8 · Dame noire sur case noire d8 · Tour noire sur case noire f8 · Roi noir sur case blanche g8 · Cavalier noir sur case blanche d7 · Fou noir sur case noire e7 · Pion noir sur case blanche f7 · Pion noir sur case noire g7 · Pion noir sur case blanche h7 · Pion noir sur case noire b6 · Pion noir sur case blanche c6 · Pion noir sur case blanche e6 · Cavalier noir sur case noire f6 · Pion noir sur case noire a5 · Pion blanc sur case noire c5 · Pion blanc sur case noire b4 · Pion noir sur case blanche c4 · Pion blanc sur case noire d4 · Pion blanc sur case noire a3 · Cavalier blanc sur case noire c3 · Pion blanc sur case noire e3 · Fou blanc sur case noire b2 · Pion blanc sur case noire f2 · Pion blanc sur case blanche g2 · Pion blanc sur case noire h2 · Tour blanche sur case noire a1 · Dame blanche sur case blanche d1 · Cavalier blanc sur case noire e1 · Tour blanche sur case blanche f1 · Roi blanc sur case noire g1 | Tour noire sur case blanche a8 · Dame noire sur case noire d8 · Tour noire sur case noire f8 · Roi noir sur case blanche g8 · Cavalier noir sur case blanche d7 · Fou noir sur case noire e7 · Pion noir sur case blanche f7 · Pion noir sur case noire g7 · Pion noir sur case blanche h7 · Pion noir sur case noire b6 · Pion noir sur case blanche c6 · Pion noir sur case blanche e6 · Cavalier noir sur case noire f6 · Pion noir sur case noire a5 · Pion blanc sur case noire c5 · Pion blanc sur case noire b4 · Pion noir sur case blanche c4 · Pion blanc sur case noire d4 · Pion blanc sur case noire a3 · Cavalier blanc sur case noire c3 · Pion blanc sur case noire e3 · Fou blanc sur case noire b2 · Pion blanc sur case noire f2 · Pion blanc sur case blanche g2 · Pion blanc sur case noire h2 · Tour blanche sur case noire a1 · Dame blanche sur case blanche d1 · Cavalier blanc sur case noire e1 · Tour blanche sur case blanche f1 · Roi blanc sur case noire g1 | Tour noire sur case blanche a8 · Dame noire sur case noire d8 · Tour noire sur case noire f8 · Roi noir sur case blanche g8 · Cavalier noir sur case blanche d7 · Fou noir sur case noire e7 · Pion noir sur case blanche f7 · Pion noir sur case noire g7 · Pion noir sur case blanche h7 · Pion noir sur case noire b6 · Pion noir sur case blanche c6 · Pion noir sur case blanche e6 · Cavalier noir sur case noire f6 · Pion noir sur case noire a5 · Pion blanc sur case noire c5 · Pion blanc sur case noire b4 · Pion noir sur case blanche c4 · Pion blanc sur case noire d4 · Pion blanc sur case noire a3 · Cavalier blanc sur case noire c3 · Pion blanc sur case noire e3 · Fou blanc sur case noire b2 · Pion blanc sur case noire f2 · Pion blanc sur case blanche g2 · Pion blanc sur case noire h2 · Tour blanche sur case noire a1 · Dame blanche sur case blanche d1 · Cavalier blanc sur case noire e1 · Tour blanche sur case blanche f1 · Roi blanc sur case noire g1 | Tour noire sur case blanche a8 · Dame noire sur case noire d8 · Tour noire sur case noire f8 · Roi noir sur case blanche g8 · Cavalier noir sur case blanche d7 · Fou noir sur case noire e7 · Pion noir sur case blanche f7 · Pion noir sur case noire g7 · Pion noir sur case blanche h7 · Pion noir sur case noire b6 · Pion noir sur case blanche c6 · Pion noir sur case blanche e6 · Cavalier noir sur case noire f6 · Pion noir sur case noire a5 · Pion blanc sur case noire c5 · Pion blanc sur case noire b4 · Pion noir sur case blanche c4 · Pion blanc sur case noire d4 · Pion blanc sur case noire a3 · Cavalier blanc sur case noire c3 · Pion blanc sur case noire e3 · Fou blanc sur case noire b2 · Pion blanc sur case noire f2 · Pion blanc sur case blanche g2 · Pion blanc sur case noire h2 · Tour blanche sur case noire a1 · Dame blanche sur case blanche d1 · Cavalier blanc sur case noire e1 · Tour blanche sur case blanche f1 · Roi blanc sur case noire g1 | Tour noire sur case blanche a8 · Dame noire sur case noire d8 · Tour noire sur case noire f8 · Roi noir sur case blanche g8 · Cavalier noir sur case blanche d7 · Fou noir sur case noire e7 · Pion noir sur case blanche f7 · Pion noir sur case noire g7 · Pion noir sur case blanche h7 · Pion noir sur case noire b6 · Pion noir sur case blanche c6 · Pion noir sur case blanche e6 · Cavalier noir sur case noire f6 · Pion noir sur case noire a5 · Pion blanc sur case noire c5 · Pion blanc sur case noire b4 · Pion noir sur case blanche c4 · Pion blanc sur case noire d4 · Pion blanc sur case noire a3 · Cavalier blanc sur case noire c3 · Pion blanc sur case noire e3 · Fou blanc sur case noire b2 · Pion blanc sur case noire f2 · Pion blanc sur case blanche g2 · Pion blanc sur case noire h2 · Tour blanche sur case noire a1 · Dame blanche sur case blanche d1 · Cavalier blanc sur case noire e1 · Tour blanche sur case blanche f1 · Roi blanc sur case noire g1 | Tour noire sur case blanche a8 · Dame noire sur case noire d8 · Tour noire sur case noire f8 · Roi noir sur case blanche g8 · Cavalier noir sur case blanche d7 · Fou noir sur case noire e7 · Pion noir sur case blanche f7 · Pion noir sur case noire g7 · Pion noir sur case blanche h7 · Pion noir sur case noire b6 · Pion noir sur case blanche c6 · Pion noir sur case blanche e6 · Cavalier noir sur case noire f6 · Pion noir sur case noire a5 · Pion blanc sur case noire c5 · Pion blanc sur case noire b4 · Pion noir sur case blanche c4 · Pion blanc sur case noire d4 · Pion blanc sur case noire a3 · Cavalier blanc sur case noire c3 · Pion blanc sur case noire e3 · Fou blanc sur case noire b2 · Pion blanc sur case noire f2 · Pion blanc sur case blanche g2 · Pion blanc sur case noire h2 · Tour blanche sur case noire a1 · Dame blanche sur case blanche d1 · Cavalier blanc sur case noire e1 · Tour blanche sur case blanche f1 · Roi blanc sur case noire g1 | 6 |
| 5 | Tour noire sur case blanche a8 · Dame noire sur case noire d8 · Tour noire sur case noire f8 · Roi noir sur case blanche g8 · Cavalier noir sur case blanche d7 · Fou noir sur case noire e7 · Pion noir sur case blanche f7 · Pion noir sur case noire g7 · Pion noir sur case blanche h7 · Pion noir sur case noire b6 · Pion noir sur case blanche c6 · Pion noir sur case blanche e6 · Cavalier noir sur case noire f6 · Pion noir sur case noire a5 · Pion blanc sur case noire c5 · Pion blanc sur case noire b4 · Pion noir sur case blanche c4 · Pion blanc sur case noire d4 · Pion blanc sur case noire a3 · Cavalier blanc sur case noire c3 · Pion blanc sur case noire e3 · Fou blanc sur case noire b2 · Pion blanc sur case noire f2 · Pion blanc sur case blanche g2 · Pion blanc sur case noire h2 · Tour blanche sur case noire a1 · Dame blanche sur case blanche d1 · Cavalier blanc sur case noire e1 · Tour blanche sur case blanche f1 · Roi blanc sur case noire g1 | Tour noire sur case blanche a8 · Dame noire sur case noire d8 · Tour noire sur case noire f8 · Roi noir sur case blanche g8 · Cavalier noir sur case blanche d7 · Fou noir sur case noire e7 · Pion noir sur case blanche f7 · Pion noir sur case noire g7 · Pion noir sur case blanche h7 · Pion noir sur case noire b6 · Pion noir sur case blanche c6 · Pion noir sur case blanche e6 · Cavalier noir sur case noire f6 · Pion noir sur case noire a5 · Pion blanc sur case noire c5 · Pion blanc sur case noire b4 · Pion noir sur case blanche c4 · Pion blanc sur case noire d4 · Pion blanc sur case noire a3 · Cavalier blanc sur case noire c3 · Pion blanc sur case noire e3 · Fou blanc sur case noire b2 · Pion blanc sur case noire f2 · Pion blanc sur case blanche g2 · Pion blanc sur case noire h2 · Tour blanche sur case noire a1 · Dame blanche sur case blanche d1 · Cavalier blanc sur case noire e1 · Tour blanche sur case blanche f1 · Roi blanc sur case noire g1 | Tour noire sur case blanche a8 · Dame noire sur case noire d8 · Tour noire sur case noire f8 · Roi noir sur case blanche g8 · Cavalier noir sur case blanche d7 · Fou noir sur case noire e7 · Pion noir sur case blanche f7 · Pion noir sur case noire g7 · Pion noir sur case blanche h7 · Pion noir sur case noire b6 · Pion noir sur case blanche c6 · Pion noir sur case blanche e6 · Cavalier noir sur case noire f6 · Pion noir sur case noire a5 · Pion blanc sur case noire c5 · Pion blanc sur case noire b4 · Pion noir sur case blanche c4 · Pion blanc sur case noire d4 · Pion blanc sur case noire a3 · Cavalier blanc sur case noire c3 · Pion blanc sur case noire e3 · Fou blanc sur case noire b2 · Pion blanc sur case noire f2 · Pion blanc sur case blanche g2 · Pion blanc sur case noire h2 · Tour blanche sur case noire a1 · Dame blanche sur case blanche d1 · Cavalier blanc sur case noire e1 · Tour blanche sur case blanche f1 · Roi blanc sur case noire g1 | Tour noire sur case blanche a8 · Dame noire sur case noire d8 · Tour noire sur case noire f8 · Roi noir sur case blanche g8 · Cavalier noir sur case blanche d7 · Fou noir sur case noire e7 · Pion noir sur case blanche f7 · Pion noir sur case noire g7 · Pion noir sur case blanche h7 · Pion noir sur case noire b6 · Pion noir sur case blanche c6 · Pion noir sur case blanche e6 · Cavalier noir sur case noire f6 · Pion noir sur case noire a5 · Pion blanc sur case noire c5 · Pion blanc sur case noire b4 · Pion noir sur case blanche c4 · Pion blanc sur case noire d4 · Pion blanc sur case noire a3 · Cavalier blanc sur case noire c3 · Pion blanc sur case noire e3 · Fou blanc sur case noire b2 · Pion blanc sur case noire f2 · Pion blanc sur case blanche g2 · Pion blanc sur case noire h2 · Tour blanche sur case noire a1 · Dame blanche sur case blanche d1 · Cavalier blanc sur case noire e1 · Tour blanche sur case blanche f1 · Roi blanc sur case noire g1 | Tour noire sur case blanche a8 · Dame noire sur case noire d8 · Tour noire sur case noire f8 · Roi noir sur case blanche g8 · Cavalier noir sur case blanche d7 · Fou noir sur case noire e7 · Pion noir sur case blanche f7 · Pion noir sur case noire g7 · Pion noir sur case blanche h7 · Pion noir sur case noire b6 · Pion noir sur case blanche c6 · Pion noir sur case blanche e6 · Cavalier noir sur case noire f6 · Pion noir sur case noire a5 · Pion blanc sur case noire c5 · Pion blanc sur case noire b4 · Pion noir sur case blanche c4 · Pion blanc sur case noire d4 · Pion blanc sur case noire a3 · Cavalier blanc sur case noire c3 · Pion blanc sur case noire e3 · Fou blanc sur case noire b2 · Pion blanc sur case noire f2 · Pion blanc sur case blanche g2 · Pion blanc sur case noire h2 · Tour blanche sur case noire a1 · Dame blanche sur case blanche d1 · Cavalier blanc sur case noire e1 · Tour blanche sur case blanche f1 · Roi blanc sur case noire g1 | Tour noire sur case blanche a8 · Dame noire sur case noire d8 · Tour noire sur case noire f8 · Roi noir sur case blanche g8 · Cavalier noir sur case blanche d7 · Fou noir sur case noire e7 · Pion noir sur case blanche f7 · Pion noir sur case noire g7 · Pion noir sur case blanche h7 · Pion noir sur case noire b6 · Pion noir sur case blanche c6 · Pion noir sur case blanche e6 · Cavalier noir sur case noire f6 · Pion noir sur case noire a5 · Pion blanc sur case noire c5 · Pion blanc sur case noire b4 · Pion noir sur case blanche c4 · Pion blanc sur case noire d4 · Pion blanc sur case noire a3 · Cavalier blanc sur case noire c3 · Pion blanc sur case noire e3 · Fou blanc sur case noire b2 · Pion blanc sur case noire f2 · Pion blanc sur case blanche g2 · Pion blanc sur case noire h2 · Tour blanche sur case noire a1 · Dame blanche sur case blanche d1 · Cavalier blanc sur case noire e1 · Tour blanche sur case blanche f1 · Roi blanc sur case noire g1 | Tour noire sur case blanche a8 · Dame noire sur case noire d8 · Tour noire sur case noire f8 · Roi noir sur case blanche g8 · Cavalier noir sur case blanche d7 · Fou noir sur case noire e7 · Pion noir sur case blanche f7 · Pion noir sur case noire g7 · Pion noir sur case blanche h7 · Pion noir sur case noire b6 · Pion noir sur case blanche c6 · Pion noir sur case blanche e6 · Cavalier noir sur case noire f6 · Pion noir sur case noire a5 · Pion blanc sur case noire c5 · Pion blanc sur case noire b4 · Pion noir sur case blanche c4 · Pion blanc sur case noire d4 · Pion blanc sur case noire a3 · Cavalier blanc sur case noire c3 · Pion blanc sur case noire e3 · Fou blanc sur case noire b2 · Pion blanc sur case noire f2 · Pion blanc sur case blanche g2 · Pion blanc sur case noire h2 · Tour blanche sur case noire a1 · Dame blanche sur case blanche d1 · Cavalier blanc sur case noire e1 · Tour blanche sur case blanche f1 · Roi blanc sur case noire g1 | Tour noire sur case blanche a8 · Dame noire sur case noire d8 · Tour noire sur case noire f8 · Roi noir sur case blanche g8 · Cavalier noir sur case blanche d7 · Fou noir sur case noire e7 · Pion noir sur case blanche f7 · Pion noir sur case noire g7 · Pion noir sur case blanche h7 · Pion noir sur case noire b6 · Pion noir sur case blanche c6 · Pion noir sur case blanche e6 · Cavalier noir sur case noire f6 · Pion noir sur case noire a5 · Pion blanc sur case noire c5 · Pion blanc sur case noire b4 · Pion noir sur case blanche c4 · Pion blanc sur case noire d4 · Pion blanc sur case noire a3 · Cavalier blanc sur case noire c3 · Pion blanc sur case noire e3 · Fou blanc sur case noire b2 · Pion blanc sur case noire f2 · Pion blanc sur case blanche g2 · Pion blanc sur case noire h2 · Tour blanche sur case noire a1 · Dame blanche sur case blanche d1 · Cavalier blanc sur case noire e1 · Tour blanche sur case blanche f1 · Roi blanc sur case noire g1 | 5 |
| 4 | Tour noire sur case blanche a8 · Dame noire sur case noire d8 · Tour noire sur case noire f8 · Roi noir sur case blanche g8 · Cavalier noir sur case blanche d7 · Fou noir sur case noire e7 · Pion noir sur case blanche f7 · Pion noir sur case noire g7 · Pion noir sur case blanche h7 · Pion noir sur case noire b6 · Pion noir sur case blanche c6 · Pion noir sur case blanche e6 · Cavalier noir sur case noire f6 · Pion noir sur case noire a5 · Pion blanc sur case noire c5 · Pion blanc sur case noire b4 · Pion noir sur case blanche c4 · Pion blanc sur case noire d4 · Pion blanc sur case noire a3 · Cavalier blanc sur case noire c3 · Pion blanc sur case noire e3 · Fou blanc sur case noire b2 · Pion blanc sur case noire f2 · Pion blanc sur case blanche g2 · Pion blanc sur case noire h2 · Tour blanche sur case noire a1 · Dame blanche sur case blanche d1 · Cavalier blanc sur case noire e1 · Tour blanche sur case blanche f1 · Roi blanc sur case noire g1 | Tour noire sur case blanche a8 · Dame noire sur case noire d8 · Tour noire sur case noire f8 · Roi noir sur case blanche g8 · Cavalier noir sur case blanche d7 · Fou noir sur case noire e7 · Pion noir sur case blanche f7 · Pion noir sur case noire g7 · Pion noir sur case blanche h7 · Pion noir sur case noire b6 · Pion noir sur case blanche c6 · Pion noir sur case blanche e6 · Cavalier noir sur case noire f6 · Pion noir sur case noire a5 · Pion blanc sur case noire c5 · Pion blanc sur case noire b4 · Pion noir sur case blanche c4 · Pion blanc sur case noire d4 · Pion blanc sur case noire a3 · Cavalier blanc sur case noire c3 · Pion blanc sur case noire e3 · Fou blanc sur case noire b2 · Pion blanc sur case noire f2 · Pion blanc sur case blanche g2 · Pion blanc sur case noire h2 · Tour blanche sur case noire a1 · Dame blanche sur case blanche d1 · Cavalier blanc sur case noire e1 · Tour blanche sur case blanche f1 · Roi blanc sur case noire g1 | Tour noire sur case blanche a8 · Dame noire sur case noire d8 · Tour noire sur case noire f8 · Roi noir sur case blanche g8 · Cavalier noir sur case blanche d7 · Fou noir sur case noire e7 · Pion noir sur case blanche f7 · Pion noir sur case noire g7 · Pion noir sur case blanche h7 · Pion noir sur case noire b6 · Pion noir sur case blanche c6 · Pion noir sur case blanche e6 · Cavalier noir sur case noire f6 · Pion noir sur case noire a5 · Pion blanc sur case noire c5 · Pion blanc sur case noire b4 · Pion noir sur case blanche c4 · Pion blanc sur case noire d4 · Pion blanc sur case noire a3 · Cavalier blanc sur case noire c3 · Pion blanc sur case noire e3 · Fou blanc sur case noire b2 · Pion blanc sur case noire f2 · Pion blanc sur case blanche g2 · Pion blanc sur case noire h2 · Tour blanche sur case noire a1 · Dame blanche sur case blanche d1 · Cavalier blanc sur case noire e1 · Tour blanche sur case blanche f1 · Roi blanc sur case noire g1 | Tour noire sur case blanche a8 · Dame noire sur case noire d8 · Tour noire sur case noire f8 · Roi noir sur case blanche g8 · Cavalier noir sur case blanche d7 · Fou noir sur case noire e7 · Pion noir sur case blanche f7 · Pion noir sur case noire g7 · Pion noir sur case blanche h7 · Pion noir sur case noire b6 · Pion noir sur case blanche c6 · Pion noir sur case blanche e6 · Cavalier noir sur case noire f6 · Pion noir sur case noire a5 · Pion blanc sur case noire c5 · Pion blanc sur case noire b4 · Pion noir sur case blanche c4 · Pion blanc sur case noire d4 · Pion blanc sur case noire a3 · Cavalier blanc sur case noire c3 · Pion blanc sur case noire e3 · Fou blanc sur case noire b2 · Pion blanc sur case noire f2 · Pion blanc sur case blanche g2 · Pion blanc sur case noire h2 · Tour blanche sur case noire a1 · Dame blanche sur case blanche d1 · Cavalier blanc sur case noire e1 · Tour blanche sur case blanche f1 · Roi blanc sur case noire g1 | Tour noire sur case blanche a8 · Dame noire sur case noire d8 · Tour noire sur case noire f8 · Roi noir sur case blanche g8 · Cavalier noir sur case blanche d7 · Fou noir sur case noire e7 · Pion noir sur case blanche f7 · Pion noir sur case noire g7 · Pion noir sur case blanche h7 · Pion noir sur case noire b6 · Pion noir sur case blanche c6 · Pion noir sur case blanche e6 · Cavalier noir sur case noire f6 · Pion noir sur case noire a5 · Pion blanc sur case noire c5 · Pion blanc sur case noire b4 · Pion noir sur case blanche c4 · Pion blanc sur case noire d4 · Pion blanc sur case noire a3 · Cavalier blanc sur case noire c3 · Pion blanc sur case noire e3 · Fou blanc sur case noire b2 · Pion blanc sur case noire f2 · Pion blanc sur case blanche g2 · Pion blanc sur case noire h2 · Tour blanche sur case noire a1 · Dame blanche sur case blanche d1 · Cavalier blanc sur case noire e1 · Tour blanche sur case blanche f1 · Roi blanc sur case noire g1 | Tour noire sur case blanche a8 · Dame noire sur case noire d8 · Tour noire sur case noire f8 · Roi noir sur case blanche g8 · Cavalier noir sur case blanche d7 · Fou noir sur case noire e7 · Pion noir sur case blanche f7 · Pion noir sur case noire g7 · Pion noir sur case blanche h7 · Pion noir sur case noire b6 · Pion noir sur case blanche c6 · Pion noir sur case blanche e6 · Cavalier noir sur case noire f6 · Pion noir sur case noire a5 · Pion blanc sur case noire c5 · Pion blanc sur case noire b4 · Pion noir sur case blanche c4 · Pion blanc sur case noire d4 · Pion blanc sur case noire a3 · Cavalier blanc sur case noire c3 · Pion blanc sur case noire e3 · Fou blanc sur case noire b2 · Pion blanc sur case noire f2 · Pion blanc sur case blanche g2 · Pion blanc sur case noire h2 · Tour blanche sur case noire a1 · Dame blanche sur case blanche d1 · Cavalier blanc sur case noire e1 · Tour blanche sur case blanche f1 · Roi blanc sur case noire g1 | Tour noire sur case blanche a8 · Dame noire sur case noire d8 · Tour noire sur case noire f8 · Roi noir sur case blanche g8 · Cavalier noir sur case blanche d7 · Fou noir sur case noire e7 · Pion noir sur case blanche f7 · Pion noir sur case noire g7 · Pion noir sur case blanche h7 · Pion noir sur case noire b6 · Pion noir sur case blanche c6 · Pion noir sur case blanche e6 · Cavalier noir sur case noire f6 · Pion noir sur case noire a5 · Pion blanc sur case noire c5 · Pion blanc sur case noire b4 · Pion noir sur case blanche c4 · Pion blanc sur case noire d4 · Pion blanc sur case noire a3 · Cavalier blanc sur case noire c3 · Pion blanc sur case noire e3 · Fou blanc sur case noire b2 · Pion blanc sur case noire f2 · Pion blanc sur case blanche g2 · Pion blanc sur case noire h2 · Tour blanche sur case noire a1 · Dame blanche sur case blanche d1 · Cavalier blanc sur case noire e1 · Tour blanche sur case blanche f1 · Roi blanc sur case noire g1 | Tour noire sur case blanche a8 · Dame noire sur case noire d8 · Tour noire sur case noire f8 · Roi noir sur case blanche g8 · Cavalier noir sur case blanche d7 · Fou noir sur case noire e7 · Pion noir sur case blanche f7 · Pion noir sur case noire g7 · Pion noir sur case blanche h7 · Pion noir sur case noire b6 · Pion noir sur case blanche c6 · Pion noir sur case blanche e6 · Cavalier noir sur case noire f6 · Pion noir sur case noire a5 · Pion blanc sur case noire c5 · Pion blanc sur case noire b4 · Pion noir sur case blanche c4 · Pion blanc sur case noire d4 · Pion blanc sur case noire a3 · Cavalier blanc sur case noire c3 · Pion blanc sur case noire e3 · Fou blanc sur case noire b2 · Pion blanc sur case noire f2 · Pion blanc sur case blanche g2 · Pion blanc sur case noire h2 · Tour blanche sur case noire a1 · Dame blanche sur case blanche d1 · Cavalier blanc sur case noire e1 · Tour blanche sur case blanche f1 · Roi blanc sur case noire g1 | 4 |
| 3 | Tour noire sur case blanche a8 · Dame noire sur case noire d8 · Tour noire sur case noire f8 · Roi noir sur case blanche g8 · Cavalier noir sur case blanche d7 · Fou noir sur case noire e7 · Pion noir sur case blanche f7 · Pion noir sur case noire g7 · Pion noir sur case blanche h7 · Pion noir sur case noire b6 · Pion noir sur case blanche c6 · Pion noir sur case blanche e6 · Cavalier noir sur case noire f6 · Pion noir sur case noire a5 · Pion blanc sur case noire c5 · Pion blanc sur case noire b4 · Pion noir sur case blanche c4 · Pion blanc sur case noire d4 · Pion blanc sur case noire a3 · Cavalier blanc sur case noire c3 · Pion blanc sur case noire e3 · Fou blanc sur case noire b2 · Pion blanc sur case noire f2 · Pion blanc sur case blanche g2 · Pion blanc sur case noire h2 · Tour blanche sur case noire a1 · Dame blanche sur case blanche d1 · Cavalier blanc sur case noire e1 · Tour blanche sur case blanche f1 · Roi blanc sur case noire g1 | Tour noire sur case blanche a8 · Dame noire sur case noire d8 · Tour noire sur case noire f8 · Roi noir sur case blanche g8 · Cavalier noir sur case blanche d7 · Fou noir sur case noire e7 · Pion noir sur case blanche f7 · Pion noir sur case noire g7 · Pion noir sur case blanche h7 · Pion noir sur case noire b6 · Pion noir sur case blanche c6 · Pion noir sur case blanche e6 · Cavalier noir sur case noire f6 · Pion noir sur case noire a5 · Pion blanc sur case noire c5 · Pion blanc sur case noire b4 · Pion noir sur case blanche c4 · Pion blanc sur case noire d4 · Pion blanc sur case noire a3 · Cavalier blanc sur case noire c3 · Pion blanc sur case noire e3 · Fou blanc sur case noire b2 · Pion blanc sur case noire f2 · Pion blanc sur case blanche g2 · Pion blanc sur case noire h2 · Tour blanche sur case noire a1 · Dame blanche sur case blanche d1 · Cavalier blanc sur case noire e1 · Tour blanche sur case blanche f1 · Roi blanc sur case noire g1 | Tour noire sur case blanche a8 · Dame noire sur case noire d8 · Tour noire sur case noire f8 · Roi noir sur case blanche g8 · Cavalier noir sur case blanche d7 · Fou noir sur case noire e7 · Pion noir sur case blanche f7 · Pion noir sur case noire g7 · Pion noir sur case blanche h7 · Pion noir sur case noire b6 · Pion noir sur case blanche c6 · Pion noir sur case blanche e6 · Cavalier noir sur case noire f6 · Pion noir sur case noire a5 · Pion blanc sur case noire c5 · Pion blanc sur case noire b4 · Pion noir sur case blanche c4 · Pion blanc sur case noire d4 · Pion blanc sur case noire a3 · Cavalier blanc sur case noire c3 · Pion blanc sur case noire e3 · Fou blanc sur case noire b2 · Pion blanc sur case noire f2 · Pion blanc sur case blanche g2 · Pion blanc sur case noire h2 · Tour blanche sur case noire a1 · Dame blanche sur case blanche d1 · Cavalier blanc sur case noire e1 · Tour blanche sur case blanche f1 · Roi blanc sur case noire g1 | Tour noire sur case blanche a8 · Dame noire sur case noire d8 · Tour noire sur case noire f8 · Roi noir sur case blanche g8 · Cavalier noir sur case blanche d7 · Fou noir sur case noire e7 · Pion noir sur case blanche f7 · Pion noir sur case noire g7 · Pion noir sur case blanche h7 · Pion noir sur case noire b6 · Pion noir sur case blanche c6 · Pion noir sur case blanche e6 · Cavalier noir sur case noire f6 · Pion noir sur case noire a5 · Pion blanc sur case noire c5 · Pion blanc sur case noire b4 · Pion noir sur case blanche c4 · Pion blanc sur case noire d4 · Pion blanc sur case noire a3 · Cavalier blanc sur case noire c3 · Pion blanc sur case noire e3 · Fou blanc sur case noire b2 · Pion blanc sur case noire f2 · Pion blanc sur case blanche g2 · Pion blanc sur case noire h2 · Tour blanche sur case noire a1 · Dame blanche sur case blanche d1 · Cavalier blanc sur case noire e1 · Tour blanche sur case blanche f1 · Roi blanc sur case noire g1 | Tour noire sur case blanche a8 · Dame noire sur case noire d8 · Tour noire sur case noire f8 · Roi noir sur case blanche g8 · Cavalier noir sur case blanche d7 · Fou noir sur case noire e7 · Pion noir sur case blanche f7 · Pion noir sur case noire g7 · Pion noir sur case blanche h7 · Pion noir sur case noire b6 · Pion noir sur case blanche c6 · Pion noir sur case blanche e6 · Cavalier noir sur case noire f6 · Pion noir sur case noire a5 · Pion blanc sur case noire c5 · Pion blanc sur case noire b4 · Pion noir sur case blanche c4 · Pion blanc sur case noire d4 · Pion blanc sur case noire a3 · Cavalier blanc sur case noire c3 · Pion blanc sur case noire e3 · Fou blanc sur case noire b2 · Pion blanc sur case noire f2 · Pion blanc sur case blanche g2 · Pion blanc sur case noire h2 · Tour blanche sur case noire a1 · Dame blanche sur case blanche d1 · Cavalier blanc sur case noire e1 · Tour blanche sur case blanche f1 · Roi blanc sur case noire g1 | Tour noire sur case blanche a8 · Dame noire sur case noire d8 · Tour noire sur case noire f8 · Roi noir sur case blanche g8 · Cavalier noir sur case blanche d7 · Fou noir sur case noire e7 · Pion noir sur case blanche f7 · Pion noir sur case noire g7 · Pion noir sur case blanche h7 · Pion noir sur case noire b6 · Pion noir sur case blanche c6 · Pion noir sur case blanche e6 · Cavalier noir sur case noire f6 · Pion noir sur case noire a5 · Pion blanc sur case noire c5 · Pion blanc sur case noire b4 · Pion noir sur case blanche c4 · Pion blanc sur case noire d4 · Pion blanc sur case noire a3 · Cavalier blanc sur case noire c3 · Pion blanc sur case noire e3 · Fou blanc sur case noire b2 · Pion blanc sur case noire f2 · Pion blanc sur case blanche g2 · Pion blanc sur case noire h2 · Tour blanche sur case noire a1 · Dame blanche sur case blanche d1 · Cavalier blanc sur case noire e1 · Tour blanche sur case blanche f1 · Roi blanc sur case noire g1 | Tour noire sur case blanche a8 · Dame noire sur case noire d8 · Tour noire sur case noire f8 · Roi noir sur case blanche g8 · Cavalier noir sur case blanche d7 · Fou noir sur case noire e7 · Pion noir sur case blanche f7 · Pion noir sur case noire g7 · Pion noir sur case blanche h7 · Pion noir sur case noire b6 · Pion noir sur case blanche c6 · Pion noir sur case blanche e6 · Cavalier noir sur case noire f6 · Pion noir sur case noire a5 · Pion blanc sur case noire c5 · Pion blanc sur case noire b4 · Pion noir sur case blanche c4 · Pion blanc sur case noire d4 · Pion blanc sur case noire a3 · Cavalier blanc sur case noire c3 · Pion blanc sur case noire e3 · Fou blanc sur case noire b2 · Pion blanc sur case noire f2 · Pion blanc sur case blanche g2 · Pion blanc sur case noire h2 · Tour blanche sur case noire a1 · Dame blanche sur case blanche d1 · Cavalier blanc sur case noire e1 · Tour blanche sur case blanche f1 · Roi blanc sur case noire g1 | Tour noire sur case blanche a8 · Dame noire sur case noire d8 · Tour noire sur case noire f8 · Roi noir sur case blanche g8 · Cavalier noir sur case blanche d7 · Fou noir sur case noire e7 · Pion noir sur case blanche f7 · Pion noir sur case noire g7 · Pion noir sur case blanche h7 · Pion noir sur case noire b6 · Pion noir sur case blanche c6 · Pion noir sur case blanche e6 · Cavalier noir sur case noire f6 · Pion noir sur case noire a5 · Pion blanc sur case noire c5 · Pion blanc sur case noire b4 · Pion noir sur case blanche c4 · Pion blanc sur case noire d4 · Pion blanc sur case noire a3 · Cavalier blanc sur case noire c3 · Pion blanc sur case noire e3 · Fou blanc sur case noire b2 · Pion blanc sur case noire f2 · Pion blanc sur case blanche g2 · Pion blanc sur case noire h2 · Tour blanche sur case noire a1 · Dame blanche sur case blanche d1 · Cavalier blanc sur case noire e1 · Tour blanche sur case blanche f1 · Roi blanc sur case noire g1 | 3 |
| 2 | Tour noire sur case blanche a8 · Dame noire sur case noire d8 · Tour noire sur case noire f8 · Roi noir sur case blanche g8 · Cavalier noir sur case blanche d7 · Fou noir sur case noire e7 · Pion noir sur case blanche f7 · Pion noir sur case noire g7 · Pion noir sur case blanche h7 · Pion noir sur case noire b6 · Pion noir sur case blanche c6 · Pion noir sur case blanche e6 · Cavalier noir sur case noire f6 · Pion noir sur case noire a5 · Pion blanc sur case noire c5 · Pion blanc sur case noire b4 · Pion noir sur case blanche c4 · Pion blanc sur case noire d4 · Pion blanc sur case noire a3 · Cavalier blanc sur case noire c3 · Pion blanc sur case noire e3 · Fou blanc sur case noire b2 · Pion blanc sur case noire f2 · Pion blanc sur case blanche g2 · Pion blanc sur case noire h2 · Tour blanche sur case noire a1 · Dame blanche sur case blanche d1 · Cavalier blanc sur case noire e1 · Tour blanche sur case blanche f1 · Roi blanc sur case noire g1 | Tour noire sur case blanche a8 · Dame noire sur case noire d8 · Tour noire sur case noire f8 · Roi noir sur case blanche g8 · Cavalier noir sur case blanche d7 · Fou noir sur case noire e7 · Pion noir sur case blanche f7 · Pion noir sur case noire g7 · Pion noir sur case blanche h7 · Pion noir sur case noire b6 · Pion noir sur case blanche c6 · Pion noir sur case blanche e6 · Cavalier noir sur case noire f6 · Pion noir sur case noire a5 · Pion blanc sur case noire c5 · Pion blanc sur case noire b4 · Pion noir sur case blanche c4 · Pion blanc sur case noire d4 · Pion blanc sur case noire a3 · Cavalier blanc sur case noire c3 · Pion blanc sur case noire e3 · Fou blanc sur case noire b2 · Pion blanc sur case noire f2 · Pion blanc sur case blanche g2 · Pion blanc sur case noire h2 · Tour blanche sur case noire a1 · Dame blanche sur case blanche d1 · Cavalier blanc sur case noire e1 · Tour blanche sur case blanche f1 · Roi blanc sur case noire g1 | Tour noire sur case blanche a8 · Dame noire sur case noire d8 · Tour noire sur case noire f8 · Roi noir sur case blanche g8 · Cavalier noir sur case blanche d7 · Fou noir sur case noire e7 · Pion noir sur case blanche f7 · Pion noir sur case noire g7 · Pion noir sur case blanche h7 · Pion noir sur case noire b6 · Pion noir sur case blanche c6 · Pion noir sur case blanche e6 · Cavalier noir sur case noire f6 · Pion noir sur case noire a5 · Pion blanc sur case noire c5 · Pion blanc sur case noire b4 · Pion noir sur case blanche c4 · Pion blanc sur case noire d4 · Pion blanc sur case noire a3 · Cavalier blanc sur case noire c3 · Pion blanc sur case noire e3 · Fou blanc sur case noire b2 · Pion blanc sur case noire f2 · Pion blanc sur case blanche g2 · Pion blanc sur case noire h2 · Tour blanche sur case noire a1 · Dame blanche sur case blanche d1 · Cavalier blanc sur case noire e1 · Tour blanche sur case blanche f1 · Roi blanc sur case noire g1 | Tour noire sur case blanche a8 · Dame noire sur case noire d8 · Tour noire sur case noire f8 · Roi noir sur case blanche g8 · Cavalier noir sur case blanche d7 · Fou noir sur case noire e7 · Pion noir sur case blanche f7 · Pion noir sur case noire g7 · Pion noir sur case blanche h7 · Pion noir sur case noire b6 · Pion noir sur case blanche c6 · Pion noir sur case blanche e6 · Cavalier noir sur case noire f6 · Pion noir sur case noire a5 · Pion blanc sur case noire c5 · Pion blanc sur case noire b4 · Pion noir sur case blanche c4 · Pion blanc sur case noire d4 · Pion blanc sur case noire a3 · Cavalier blanc sur case noire c3 · Pion blanc sur case noire e3 · Fou blanc sur case noire b2 · Pion blanc sur case noire f2 · Pion blanc sur case blanche g2 · Pion blanc sur case noire h2 · Tour blanche sur case noire a1 · Dame blanche sur case blanche d1 · Cavalier blanc sur case noire e1 · Tour blanche sur case blanche f1 · Roi blanc sur case noire g1 | Tour noire sur case blanche a8 · Dame noire sur case noire d8 · Tour noire sur case noire f8 · Roi noir sur case blanche g8 · Cavalier noir sur case blanche d7 · Fou noir sur case noire e7 · Pion noir sur case blanche f7 · Pion noir sur case noire g7 · Pion noir sur case blanche h7 · Pion noir sur case noire b6 · Pion noir sur case blanche c6 · Pion noir sur case blanche e6 · Cavalier noir sur case noire f6 · Pion noir sur case noire a5 · Pion blanc sur case noire c5 · Pion blanc sur case noire b4 · Pion noir sur case blanche c4 · Pion blanc sur case noire d4 · Pion blanc sur case noire a3 · Cavalier blanc sur case noire c3 · Pion blanc sur case noire e3 · Fou blanc sur case noire b2 · Pion blanc sur case noire f2 · Pion blanc sur case blanche g2 · Pion blanc sur case noire h2 · Tour blanche sur case noire a1 · Dame blanche sur case blanche d1 · Cavalier blanc sur case noire e1 · Tour blanche sur case blanche f1 · Roi blanc sur case noire g1 | Tour noire sur case blanche a8 · Dame noire sur case noire d8 · Tour noire sur case noire f8 · Roi noir sur case blanche g8 · Cavalier noir sur case blanche d7 · Fou noir sur case noire e7 · Pion noir sur case blanche f7 · Pion noir sur case noire g7 · Pion noir sur case blanche h7 · Pion noir sur case noire b6 · Pion noir sur case blanche c6 · Pion noir sur case blanche e6 · Cavalier noir sur case noire f6 · Pion noir sur case noire a5 · Pion blanc sur case noire c5 · Pion blanc sur case noire b4 · Pion noir sur case blanche c4 · Pion blanc sur case noire d4 · Pion blanc sur case noire a3 · Cavalier blanc sur case noire c3 · Pion blanc sur case noire e3 · Fou blanc sur case noire b2 · Pion blanc sur case noire f2 · Pion blanc sur case blanche g2 · Pion blanc sur case noire h2 · Tour blanche sur case noire a1 · Dame blanche sur case blanche d1 · Cavalier blanc sur case noire e1 · Tour blanche sur case blanche f1 · Roi blanc sur case noire g1 | Tour noire sur case blanche a8 · Dame noire sur case noire d8 · Tour noire sur case noire f8 · Roi noir sur case blanche g8 · Cavalier noir sur case blanche d7 · Fou noir sur case noire e7 · Pion noir sur case blanche f7 · Pion noir sur case noire g7 · Pion noir sur case blanche h7 · Pion noir sur case noire b6 · Pion noir sur case blanche c6 · Pion noir sur case blanche e6 · Cavalier noir sur case noire f6 · Pion noir sur case noire a5 · Pion blanc sur case noire c5 · Pion blanc sur case noire b4 · Pion noir sur case blanche c4 · Pion blanc sur case noire d4 · Pion blanc sur case noire a3 · Cavalier blanc sur case noire c3 · Pion blanc sur case noire e3 · Fou blanc sur case noire b2 · Pion blanc sur case noire f2 · Pion blanc sur case blanche g2 · Pion blanc sur case noire h2 · Tour blanche sur case noire a1 · Dame blanche sur case blanche d1 · Cavalier blanc sur case noire e1 · Tour blanche sur case blanche f1 · Roi blanc sur case noire g1 | Tour noire sur case blanche a8 · Dame noire sur case noire d8 · Tour noire sur case noire f8 · Roi noir sur case blanche g8 · Cavalier noir sur case blanche d7 · Fou noir sur case noire e7 · Pion noir sur case blanche f7 · Pion noir sur case noire g7 · Pion noir sur case blanche h7 · Pion noir sur case noire b6 · Pion noir sur case blanche c6 · Pion noir sur case blanche e6 · Cavalier noir sur case noire f6 · Pion noir sur case noire a5 · Pion blanc sur case noire c5 · Pion blanc sur case noire b4 · Pion noir sur case blanche c4 · Pion blanc sur case noire d4 · Pion blanc sur case noire a3 · Cavalier blanc sur case noire c3 · Pion blanc sur case noire e3 · Fou blanc sur case noire b2 · Pion blanc sur case noire f2 · Pion blanc sur case blanche g2 · Pion blanc sur case noire h2 · Tour blanche sur case noire a1 · Dame blanche sur case blanche d1 · Cavalier blanc sur case noire e1 · Tour blanche sur case blanche f1 · Roi blanc sur case noire g1 | 2 |
| 1 | Tour noire sur case blanche a8 · Dame noire sur case noire d8 · Tour noire sur case noire f8 · Roi noir sur case blanche g8 · Cavalier noir sur case blanche d7 · Fou noir sur case noire e7 · Pion noir sur case blanche f7 · Pion noir sur case noire g7 · Pion noir sur case blanche h7 · Pion noir sur case noire b6 · Pion noir sur case blanche c6 · Pion noir sur case blanche e6 · Cavalier noir sur case noire f6 · Pion noir sur case noire a5 · Pion blanc sur case noire c5 · Pion blanc sur case noire b4 · Pion noir sur case blanche c4 · Pion blanc sur case noire d4 · Pion blanc sur case noire a3 · Cavalier blanc sur case noire c3 · Pion blanc sur case noire e3 · Fou blanc sur case noire b2 · Pion blanc sur case noire f2 · Pion blanc sur case blanche g2 · Pion blanc sur case noire h2 · Tour blanche sur case noire a1 · Dame blanche sur case blanche d1 · Cavalier blanc sur case noire e1 · Tour blanche sur case blanche f1 · Roi blanc sur case noire g1 | Tour noire sur case blanche a8 · Dame noire sur case noire d8 · Tour noire sur case noire f8 · Roi noir sur case blanche g8 · Cavalier noir sur case blanche d7 · Fou noir sur case noire e7 · Pion noir sur case blanche f7 · Pion noir sur case noire g7 · Pion noir sur case blanche h7 · Pion noir sur case noire b6 · Pion noir sur case blanche c6 · Pion noir sur case blanche e6 · Cavalier noir sur case noire f6 · Pion noir sur case noire a5 · Pion blanc sur case noire c5 · Pion blanc sur case noire b4 · Pion noir sur case blanche c4 · Pion blanc sur case noire d4 · Pion blanc sur case noire a3 · Cavalier blanc sur case noire c3 · Pion blanc sur case noire e3 · Fou blanc sur case noire b2 · Pion blanc sur case noire f2 · Pion blanc sur case blanche g2 · Pion blanc sur case noire h2 · Tour blanche sur case noire a1 · Dame blanche sur case blanche d1 · Cavalier blanc sur case noire e1 · Tour blanche sur case blanche f1 · Roi blanc sur case noire g1 | Tour noire sur case blanche a8 · Dame noire sur case noire d8 · Tour noire sur case noire f8 · Roi noir sur case blanche g8 · Cavalier noir sur case blanche d7 · Fou noir sur case noire e7 · Pion noir sur case blanche f7 · Pion noir sur case noire g7 · Pion noir sur case blanche h7 · Pion noir sur case noire b6 · Pion noir sur case blanche c6 · Pion noir sur case blanche e6 · Cavalier noir sur case noire f6 · Pion noir sur case noire a5 · Pion blanc sur case noire c5 · Pion blanc sur case noire b4 · Pion noir sur case blanche c4 · Pion blanc sur case noire d4 · Pion blanc sur case noire a3 · Cavalier blanc sur case noire c3 · Pion blanc sur case noire e3 · Fou blanc sur case noire b2 · Pion blanc sur case noire f2 · Pion blanc sur case blanche g2 · Pion blanc sur case noire h2 · Tour blanche sur case noire a1 · Dame blanche sur case blanche d1 · Cavalier blanc sur case noire e1 · Tour blanche sur case blanche f1 · Roi blanc sur case noire g1 | Tour noire sur case blanche a8 · Dame noire sur case noire d8 · Tour noire sur case noire f8 · Roi noir sur case blanche g8 · Cavalier noir sur case blanche d7 · Fou noir sur case noire e7 · Pion noir sur case blanche f7 · Pion noir sur case noire g7 · Pion noir sur case blanche h7 · Pion noir sur case noire b6 · Pion noir sur case blanche c6 · Pion noir sur case blanche e6 · Cavalier noir sur case noire f6 · Pion noir sur case noire a5 · Pion blanc sur case noire c5 · Pion blanc sur case noire b4 · Pion noir sur case blanche c4 · Pion blanc sur case noire d4 · Pion blanc sur case noire a3 · Cavalier blanc sur case noire c3 · Pion blanc sur case noire e3 · Fou blanc sur case noire b2 · Pion blanc sur case noire f2 · Pion blanc sur case blanche g2 · Pion blanc sur case noire h2 · Tour blanche sur case noire a1 · Dame blanche sur case blanche d1 · Cavalier blanc sur case noire e1 · Tour blanche sur case blanche f1 · Roi blanc sur case noire g1 | Tour noire sur case blanche a8 · Dame noire sur case noire d8 · Tour noire sur case noire f8 · Roi noir sur case blanche g8 · Cavalier noir sur case blanche d7 · Fou noir sur case noire e7 · Pion noir sur case blanche f7 · Pion noir sur case noire g7 · Pion noir sur case blanche h7 · Pion noir sur case noire b6 · Pion noir sur case blanche c6 · Pion noir sur case blanche e6 · Cavalier noir sur case noire f6 · Pion noir sur case noire a5 · Pion blanc sur case noire c5 · Pion blanc sur case noire b4 · Pion noir sur case blanche c4 · Pion blanc sur case noire d4 · Pion blanc sur case noire a3 · Cavalier blanc sur case noire c3 · Pion blanc sur case noire e3 · Fou blanc sur case noire b2 · Pion blanc sur case noire f2 · Pion blanc sur case blanche g2 · Pion blanc sur case noire h2 · Tour blanche sur case noire a1 · Dame blanche sur case blanche d1 · Cavalier blanc sur case noire e1 · Tour blanche sur case blanche f1 · Roi blanc sur case noire g1 | Tour noire sur case blanche a8 · Dame noire sur case noire d8 · Tour noire sur case noire f8 · Roi noir sur case blanche g8 · Cavalier noir sur case blanche d7 · Fou noir sur case noire e7 · Pion noir sur case blanche f7 · Pion noir sur case noire g7 · Pion noir sur case blanche h7 · Pion noir sur case noire b6 · Pion noir sur case blanche c6 · Pion noir sur case blanche e6 · Cavalier noir sur case noire f6 · Pion noir sur case noire a5 · Pion blanc sur case noire c5 · Pion blanc sur case noire b4 · Pion noir sur case blanche c4 · Pion blanc sur case noire d4 · Pion blanc sur case noire a3 · Cavalier blanc sur case noire c3 · Pion blanc sur case noire e3 · Fou blanc sur case noire b2 · Pion blanc sur case noire f2 · Pion blanc sur case blanche g2 · Pion blanc sur case noire h2 · Tour blanche sur case noire a1 · Dame blanche sur case blanche d1 · Cavalier blanc sur case noire e1 · Tour blanche sur case blanche f1 · Roi blanc sur case noire g1 | Tour noire sur case blanche a8 · Dame noire sur case noire d8 · Tour noire sur case noire f8 · Roi noir sur case blanche g8 · Cavalier noir sur case blanche d7 · Fou noir sur case noire e7 · Pion noir sur case blanche f7 · Pion noir sur case noire g7 · Pion noir sur case blanche h7 · Pion noir sur case noire b6 · Pion noir sur case blanche c6 · Pion noir sur case blanche e6 · Cavalier noir sur case noire f6 · Pion noir sur case noire a5 · Pion blanc sur case noire c5 · Pion blanc sur case noire b4 · Pion noir sur case blanche c4 · Pion blanc sur case noire d4 · Pion blanc sur case noire a3 · Cavalier blanc sur case noire c3 · Pion blanc sur case noire e3 · Fou blanc sur case noire b2 · Pion blanc sur case noire f2 · Pion blanc sur case blanche g2 · Pion blanc sur case noire h2 · Tour blanche sur case noire a1 · Dame blanche sur case blanche d1 · Cavalier blanc sur case noire e1 · Tour blanche sur case blanche f1 · Roi blanc sur case noire g1 | Tour noire sur case blanche a8 · Dame noire sur case noire d8 · Tour noire sur case noire f8 · Roi noir sur case blanche g8 · Cavalier noir sur case blanche d7 · Fou noir sur case noire e7 · Pion noir sur case blanche f7 · Pion noir sur case noire g7 · Pion noir sur case blanche h7 · Pion noir sur case noire b6 · Pion noir sur case blanche c6 · Pion noir sur case blanche e6 · Cavalier noir sur case noire f6 · Pion noir sur case noire a5 · Pion blanc sur case noire c5 · Pion blanc sur case noire b4 · Pion noir sur case blanche c4 · Pion blanc sur case noire d4 · Pion blanc sur case noire a3 · Cavalier blanc sur case noire c3 · Pion blanc sur case noire e3 · Fou blanc sur case noire b2 · Pion blanc sur case noire f2 · Pion blanc sur case blanche g2 · Pion blanc sur case noire h2 · Tour blanche sur case noire a1 · Dame blanche sur case blanche d1 · Cavalier blanc sur case noire e1 · Tour blanche sur case blanche f1 · Roi blanc sur case noire g1 | 1 |
|   | a | b | c | d | e | f | g | h |   |

13.Fxc4 dxc4 (diagramme) 14.De2 Tb8 15.Ta2 b5 16.e4 Tb7 17.Cc2 Cb8 18.Taa1 Dc8 19.Tad1 Td8 20.Fc1 Ca6 21.Ff4
Par les coups 18.Taa1, 19.Td1, 20.Fc1, 21.Ff4, Ding active ses pièces sur l'aile dame tandis qu'Aronian voit ses pièces entravées par les chaînes de pions.
21... Tbd7 22.h3 Ce8 23.Qe3 Ff6 24.e5 Fe7 25.Ce4 Cac7 26.Cd6
Le cavalier blanc se place « au cœur de la position noire. »
26... Da8 27.Dg3 Cd5 28.Ce3 Cc3
Ce cavalier dans le camp blanc permet aux noirs de trouver du contre-jeu.
29.Tde1 (diagramme) 29. ..Fxd6
|   | a | b | c | d | e | f | g | h |   |
| 8 | Dame noire sur case blanche a8 · Tour noire sur case noire d8 · Cavalier noir sur case blanche e8 · Roi noir sur case blanche g8 · Tour noire sur case blanche d7 · Fou noir sur case noire e7 · Pion noir sur case blanche f7 · Pion noir sur case noire g7 · Pion noir sur case blanche h7 · Pion noir sur case blanche c6 · Cavalier blanc sur case noire d6 · Pion noir sur case blanche e6 · Pion noir sur case noire a5 · Pion noir sur case blanche b5 · Pion blanc sur case noire c5 · Pion blanc sur case noire e5 · Pion blanc sur case noire b4 · Pion noir sur case blanche c4 · Pion blanc sur case noire d4 · Fou blanc sur case noire f4 · Pion blanc sur case noire a3 · Cavalier noir sur case noire c3 · Cavalier blanc sur case noire e3 · Dame blanche sur case noire g3 · Pion blanc sur case blanche h3 · Pion blanc sur case noire f2 · Pion blanc sur case blanche g2 · Tour blanche sur case noire e1 · Tour blanche sur case blanche f1 · Roi blanc sur case noire g1 | Dame noire sur case blanche a8 · Tour noire sur case noire d8 · Cavalier noir sur case blanche e8 · Roi noir sur case blanche g8 · Tour noire sur case blanche d7 · Fou noir sur case noire e7 · Pion noir sur case blanche f7 · Pion noir sur case noire g7 · Pion noir sur case blanche h7 · Pion noir sur case blanche c6 · Cavalier blanc sur case noire d6 · Pion noir sur case blanche e6 · Pion noir sur case noire a5 · Pion noir sur case blanche b5 · Pion blanc sur case noire c5 · Pion blanc sur case noire e5 · Pion blanc sur case noire b4 · Pion noir sur case blanche c4 · Pion blanc sur case noire d4 · Fou blanc sur case noire f4 · Pion blanc sur case noire a3 · Cavalier noir sur case noire c3 · Cavalier blanc sur case noire e3 · Dame blanche sur case noire g3 · Pion blanc sur case blanche h3 · Pion blanc sur case noire f2 · Pion blanc sur case blanche g2 · Tour blanche sur case noire e1 · Tour blanche sur case blanche f1 · Roi blanc sur case noire g1 | Dame noire sur case blanche a8 · Tour noire sur case noire d8 · Cavalier noir sur case blanche e8 · Roi noir sur case blanche g8 · Tour noire sur case blanche d7 · Fou noir sur case noire e7 · Pion noir sur case blanche f7 · Pion noir sur case noire g7 · Pion noir sur case blanche h7 · Pion noir sur case blanche c6 · Cavalier blanc sur case noire d6 · Pion noir sur case blanche e6 · Pion noir sur case noire a5 · Pion noir sur case blanche b5 · Pion blanc sur case noire c5 · Pion blanc sur case noire e5 · Pion blanc sur case noire b4 · Pion noir sur case blanche c4 · Pion blanc sur case noire d4 · Fou blanc sur case noire f4 · Pion blanc sur case noire a3 · Cavalier noir sur case noire c3 · Cavalier blanc sur case noire e3 · Dame blanche sur case noire g3 · Pion blanc sur case blanche h3 · Pion blanc sur case noire f2 · Pion blanc sur case blanche g2 · Tour blanche sur case noire e1 · Tour blanche sur case blanche f1 · Roi blanc sur case noire g1 | Dame noire sur case blanche a8 · Tour noire sur case noire d8 · Cavalier noir sur case blanche e8 · Roi noir sur case blanche g8 · Tour noire sur case blanche d7 · Fou noir sur case noire e7 · Pion noir sur case blanche f7 · Pion noir sur case noire g7 · Pion noir sur case blanche h7 · Pion noir sur case blanche c6 · Cavalier blanc sur case noire d6 · Pion noir sur case blanche e6 · Pion noir sur case noire a5 · Pion noir sur case blanche b5 · Pion blanc sur case noire c5 · Pion blanc sur case noire e5 · Pion blanc sur case noire b4 · Pion noir sur case blanche c4 · Pion blanc sur case noire d4 · Fou blanc sur case noire f4 · Pion blanc sur case noire a3 · Cavalier noir sur case noire c3 · Cavalier blanc sur case noire e3 · Dame blanche sur case noire g3 · Pion blanc sur case blanche h3 · Pion blanc sur case noire f2 · Pion blanc sur case blanche g2 · Tour blanche sur case noire e1 · Tour blanche sur case blanche f1 · Roi blanc sur case noire g1 | Dame noire sur case blanche a8 · Tour noire sur case noire d8 · Cavalier noir sur case blanche e8 · Roi noir sur case blanche g8 · Tour noire sur case blanche d7 · Fou noir sur case noire e7 · Pion noir sur case blanche f7 · Pion noir sur case noire g7 · Pion noir sur case blanche h7 · Pion noir sur case blanche c6 · Cavalier blanc sur case noire d6 · Pion noir sur case blanche e6 · Pion noir sur case noire a5 · Pion noir sur case blanche b5 · Pion blanc sur case noire c5 · Pion blanc sur case noire e5 · Pion blanc sur case noire b4 · Pion noir sur case blanche c4 · Pion blanc sur case noire d4 · Fou blanc sur case noire f4 · Pion blanc sur case noire a3 · Cavalier noir sur case noire c3 · Cavalier blanc sur case noire e3 · Dame blanche sur case noire g3 · Pion blanc sur case blanche h3 · Pion blanc sur case noire f2 · Pion blanc sur case blanche g2 · Tour blanche sur case noire e1 · Tour blanche sur case blanche f1 · Roi blanc sur case noire g1 | Dame noire sur case blanche a8 · Tour noire sur case noire d8 · Cavalier noir sur case blanche e8 · Roi noir sur case blanche g8 · Tour noire sur case blanche d7 · Fou noir sur case noire e7 · Pion noir sur case blanche f7 · Pion noir sur case noire g7 · Pion noir sur case blanche h7 · Pion noir sur case blanche c6 · Cavalier blanc sur case noire d6 · Pion noir sur case blanche e6 · Pion noir sur case noire a5 · Pion noir sur case blanche b5 · Pion blanc sur case noire c5 · Pion blanc sur case noire e5 · Pion blanc sur case noire b4 · Pion noir sur case blanche c4 · Pion blanc sur case noire d4 · Fou blanc sur case noire f4 · Pion blanc sur case noire a3 · Cavalier noir sur case noire c3 · Cavalier blanc sur case noire e3 · Dame blanche sur case noire g3 · Pion blanc sur case blanche h3 · Pion blanc sur case noire f2 · Pion blanc sur case blanche g2 · Tour blanche sur case noire e1 · Tour blanche sur case blanche f1 · Roi blanc sur case noire g1 | Dame noire sur case blanche a8 · Tour noire sur case noire d8 · Cavalier noir sur case blanche e8 · Roi noir sur case blanche g8 · Tour noire sur case blanche d7 · Fou noir sur case noire e7 · Pion noir sur case blanche f7 · Pion noir sur case noire g7 · Pion noir sur case blanche h7 · Pion noir sur case blanche c6 · Cavalier blanc sur case noire d6 · Pion noir sur case blanche e6 · Pion noir sur case noire a5 · Pion noir sur case blanche b5 · Pion blanc sur case noire c5 · Pion blanc sur case noire e5 · Pion blanc sur case noire b4 · Pion noir sur case blanche c4 · Pion blanc sur case noire d4 · Fou blanc sur case noire f4 · Pion blanc sur case noire a3 · Cavalier noir sur case noire c3 · Cavalier blanc sur case noire e3 · Dame blanche sur case noire g3 · Pion blanc sur case blanche h3 · Pion blanc sur case noire f2 · Pion blanc sur case blanche g2 · Tour blanche sur case noire e1 · Tour blanche sur case blanche f1 · Roi blanc sur case noire g1 | Dame noire sur case blanche a8 · Tour noire sur case noire d8 · Cavalier noir sur case blanche e8 · Roi noir sur case blanche g8 · Tour noire sur case blanche d7 · Fou noir sur case noire e7 · Pion noir sur case blanche f7 · Pion noir sur case noire g7 · Pion noir sur case blanche h7 · Pion noir sur case blanche c6 · Cavalier blanc sur case noire d6 · Pion noir sur case blanche e6 · Pion noir sur case noire a5 · Pion noir sur case blanche b5 · Pion blanc sur case noire c5 · Pion blanc sur case noire e5 · Pion blanc sur case noire b4 · Pion noir sur case blanche c4 · Pion blanc sur case noire d4 · Fou blanc sur case noire f4 · Pion blanc sur case noire a3 · Cavalier noir sur case noire c3 · Cavalier blanc sur case noire e3 · Dame blanche sur case noire g3 · Pion blanc sur case blanche h3 · Pion blanc sur case noire f2 · Pion blanc sur case blanche g2 · Tour blanche sur case noire e1 · Tour blanche sur case blanche f1 · Roi blanc sur case noire g1 | 8 |
| 7 | Dame noire sur case blanche a8 · Tour noire sur case noire d8 · Cavalier noir sur case blanche e8 · Roi noir sur case blanche g8 · Tour noire sur case blanche d7 · Fou noir sur case noire e7 · Pion noir sur case blanche f7 · Pion noir sur case noire g7 · Pion noir sur case blanche h7 · Pion noir sur case blanche c6 · Cavalier blanc sur case noire d6 · Pion noir sur case blanche e6 · Pion noir sur case noire a5 · Pion noir sur case blanche b5 · Pion blanc sur case noire c5 · Pion blanc sur case noire e5 · Pion blanc sur case noire b4 · Pion noir sur case blanche c4 · Pion blanc sur case noire d4 · Fou blanc sur case noire f4 · Pion blanc sur case noire a3 · Cavalier noir sur case noire c3 · Cavalier blanc sur case noire e3 · Dame blanche sur case noire g3 · Pion blanc sur case blanche h3 · Pion blanc sur case noire f2 · Pion blanc sur case blanche g2 · Tour blanche sur case noire e1 · Tour blanche sur case blanche f1 · Roi blanc sur case noire g1 | Dame noire sur case blanche a8 · Tour noire sur case noire d8 · Cavalier noir sur case blanche e8 · Roi noir sur case blanche g8 · Tour noire sur case blanche d7 · Fou noir sur case noire e7 · Pion noir sur case blanche f7 · Pion noir sur case noire g7 · Pion noir sur case blanche h7 · Pion noir sur case blanche c6 · Cavalier blanc sur case noire d6 · Pion noir sur case blanche e6 · Pion noir sur case noire a5 · Pion noir sur case blanche b5 · Pion blanc sur case noire c5 · Pion blanc sur case noire e5 · Pion blanc sur case noire b4 · Pion noir sur case blanche c4 · Pion blanc sur case noire d4 · Fou blanc sur case noire f4 · Pion blanc sur case noire a3 · Cavalier noir sur case noire c3 · Cavalier blanc sur case noire e3 · Dame blanche sur case noire g3 · Pion blanc sur case blanche h3 · Pion blanc sur case noire f2 · Pion blanc sur case blanche g2 · Tour blanche sur case noire e1 · Tour blanche sur case blanche f1 · Roi blanc sur case noire g1 | Dame noire sur case blanche a8 · Tour noire sur case noire d8 · Cavalier noir sur case blanche e8 · Roi noir sur case blanche g8 · Tour noire sur case blanche d7 · Fou noir sur case noire e7 · Pion noir sur case blanche f7 · Pion noir sur case noire g7 · Pion noir sur case blanche h7 · Pion noir sur case blanche c6 · Cavalier blanc sur case noire d6 · Pion noir sur case blanche e6 · Pion noir sur case noire a5 · Pion noir sur case blanche b5 · Pion blanc sur case noire c5 · Pion blanc sur case noire e5 · Pion blanc sur case noire b4 · Pion noir sur case blanche c4 · Pion blanc sur case noire d4 · Fou blanc sur case noire f4 · Pion blanc sur case noire a3 · Cavalier noir sur case noire c3 · Cavalier blanc sur case noire e3 · Dame blanche sur case noire g3 · Pion blanc sur case blanche h3 · Pion blanc sur case noire f2 · Pion blanc sur case blanche g2 · Tour blanche sur case noire e1 · Tour blanche sur case blanche f1 · Roi blanc sur case noire g1 | Dame noire sur case blanche a8 · Tour noire sur case noire d8 · Cavalier noir sur case blanche e8 · Roi noir sur case blanche g8 · Tour noire sur case blanche d7 · Fou noir sur case noire e7 · Pion noir sur case blanche f7 · Pion noir sur case noire g7 · Pion noir sur case blanche h7 · Pion noir sur case blanche c6 · Cavalier blanc sur case noire d6 · Pion noir sur case blanche e6 · Pion noir sur case noire a5 · Pion noir sur case blanche b5 · Pion blanc sur case noire c5 · Pion blanc sur case noire e5 · Pion blanc sur case noire b4 · Pion noir sur case blanche c4 · Pion blanc sur case noire d4 · Fou blanc sur case noire f4 · Pion blanc sur case noire a3 · Cavalier noir sur case noire c3 · Cavalier blanc sur case noire e3 · Dame blanche sur case noire g3 · Pion blanc sur case blanche h3 · Pion blanc sur case noire f2 · Pion blanc sur case blanche g2 · Tour blanche sur case noire e1 · Tour blanche sur case blanche f1 · Roi blanc sur case noire g1 | Dame noire sur case blanche a8 · Tour noire sur case noire d8 · Cavalier noir sur case blanche e8 · Roi noir sur case blanche g8 · Tour noire sur case blanche d7 · Fou noir sur case noire e7 · Pion noir sur case blanche f7 · Pion noir sur case noire g7 · Pion noir sur case blanche h7 · Pion noir sur case blanche c6 · Cavalier blanc sur case noire d6 · Pion noir sur case blanche e6 · Pion noir sur case noire a5 · Pion noir sur case blanche b5 · Pion blanc sur case noire c5 · Pion blanc sur case noire e5 · Pion blanc sur case noire b4 · Pion noir sur case blanche c4 · Pion blanc sur case noire d4 · Fou blanc sur case noire f4 · Pion blanc sur case noire a3 · Cavalier noir sur case noire c3 · Cavalier blanc sur case noire e3 · Dame blanche sur case noire g3 · Pion blanc sur case blanche h3 · Pion blanc sur case noire f2 · Pion blanc sur case blanche g2 · Tour blanche sur case noire e1 · Tour blanche sur case blanche f1 · Roi blanc sur case noire g1 | Dame noire sur case blanche a8 · Tour noire sur case noire d8 · Cavalier noir sur case blanche e8 · Roi noir sur case blanche g8 · Tour noire sur case blanche d7 · Fou noir sur case noire e7 · Pion noir sur case blanche f7 · Pion noir sur case noire g7 · Pion noir sur case blanche h7 · Pion noir sur case blanche c6 · Cavalier blanc sur case noire d6 · Pion noir sur case blanche e6 · Pion noir sur case noire a5 · Pion noir sur case blanche b5 · Pion blanc sur case noire c5 · Pion blanc sur case noire e5 · Pion blanc sur case noire b4 · Pion noir sur case blanche c4 · Pion blanc sur case noire d4 · Fou blanc sur case noire f4 · Pion blanc sur case noire a3 · Cavalier noir sur case noire c3 · Cavalier blanc sur case noire e3 · Dame blanche sur case noire g3 · Pion blanc sur case blanche h3 · Pion blanc sur case noire f2 · Pion blanc sur case blanche g2 · Tour blanche sur case noire e1 · Tour blanche sur case blanche f1 · Roi blanc sur case noire g1 | Dame noire sur case blanche a8 · Tour noire sur case noire d8 · Cavalier noir sur case blanche e8 · Roi noir sur case blanche g8 · Tour noire sur case blanche d7 · Fou noir sur case noire e7 · Pion noir sur case blanche f7 · Pion noir sur case noire g7 · Pion noir sur case blanche h7 · Pion noir sur case blanche c6 · Cavalier blanc sur case noire d6 · Pion noir sur case blanche e6 · Pion noir sur case noire a5 · Pion noir sur case blanche b5 · Pion blanc sur case noire c5 · Pion blanc sur case noire e5 · Pion blanc sur case noire b4 · Pion noir sur case blanche c4 · Pion blanc sur case noire d4 · Fou blanc sur case noire f4 · Pion blanc sur case noire a3 · Cavalier noir sur case noire c3 · Cavalier blanc sur case noire e3 · Dame blanche sur case noire g3 · Pion blanc sur case blanche h3 · Pion blanc sur case noire f2 · Pion blanc sur case blanche g2 · Tour blanche sur case noire e1 · Tour blanche sur case blanche f1 · Roi blanc sur case noire g1 | Dame noire sur case blanche a8 · Tour noire sur case noire d8 · Cavalier noir sur case blanche e8 · Roi noir sur case blanche g8 · Tour noire sur case blanche d7 · Fou noir sur case noire e7 · Pion noir sur case blanche f7 · Pion noir sur case noire g7 · Pion noir sur case blanche h7 · Pion noir sur case blanche c6 · Cavalier blanc sur case noire d6 · Pion noir sur case blanche e6 · Pion noir sur case noire a5 · Pion noir sur case blanche b5 · Pion blanc sur case noire c5 · Pion blanc sur case noire e5 · Pion blanc sur case noire b4 · Pion noir sur case blanche c4 · Pion blanc sur case noire d4 · Fou blanc sur case noire f4 · Pion blanc sur case noire a3 · Cavalier noir sur case noire c3 · Cavalier blanc sur case noire e3 · Dame blanche sur case noire g3 · Pion blanc sur case blanche h3 · Pion blanc sur case noire f2 · Pion blanc sur case blanche g2 · Tour blanche sur case noire e1 · Tour blanche sur case blanche f1 · Roi blanc sur case noire g1 | 7 |
| 6 | Dame noire sur case blanche a8 · Tour noire sur case noire d8 · Cavalier noir sur case blanche e8 · Roi noir sur case blanche g8 · Tour noire sur case blanche d7 · Fou noir sur case noire e7 · Pion noir sur case blanche f7 · Pion noir sur case noire g7 · Pion noir sur case blanche h7 · Pion noir sur case blanche c6 · Cavalier blanc sur case noire d6 · Pion noir sur case blanche e6 · Pion noir sur case noire a5 · Pion noir sur case blanche b5 · Pion blanc sur case noire c5 · Pion blanc sur case noire e5 · Pion blanc sur case noire b4 · Pion noir sur case blanche c4 · Pion blanc sur case noire d4 · Fou blanc sur case noire f4 · Pion blanc sur case noire a3 · Cavalier noir sur case noire c3 · Cavalier blanc sur case noire e3 · Dame blanche sur case noire g3 · Pion blanc sur case blanche h3 · Pion blanc sur case noire f2 · Pion blanc sur case blanche g2 · Tour blanche sur case noire e1 · Tour blanche sur case blanche f1 · Roi blanc sur case noire g1 | Dame noire sur case blanche a8 · Tour noire sur case noire d8 · Cavalier noir sur case blanche e8 · Roi noir sur case blanche g8 · Tour noire sur case blanche d7 · Fou noir sur case noire e7 · Pion noir sur case blanche f7 · Pion noir sur case noire g7 · Pion noir sur case blanche h7 · Pion noir sur case blanche c6 · Cavalier blanc sur case noire d6 · Pion noir sur case blanche e6 · Pion noir sur case noire a5 · Pion noir sur case blanche b5 · Pion blanc sur case noire c5 · Pion blanc sur case noire e5 · Pion blanc sur case noire b4 · Pion noir sur case blanche c4 · Pion blanc sur case noire d4 · Fou blanc sur case noire f4 · Pion blanc sur case noire a3 · Cavalier noir sur case noire c3 · Cavalier blanc sur case noire e3 · Dame blanche sur case noire g3 · Pion blanc sur case blanche h3 · Pion blanc sur case noire f2 · Pion blanc sur case blanche g2 · Tour blanche sur case noire e1 · Tour blanche sur case blanche f1 · Roi blanc sur case noire g1 | Dame noire sur case blanche a8 · Tour noire sur case noire d8 · Cavalier noir sur case blanche e8 · Roi noir sur case blanche g8 · Tour noire sur case blanche d7 · Fou noir sur case noire e7 · Pion noir sur case blanche f7 · Pion noir sur case noire g7 · Pion noir sur case blanche h7 · Pion noir sur case blanche c6 · Cavalier blanc sur case noire d6 · Pion noir sur case blanche e6 · Pion noir sur case noire a5 · Pion noir sur case blanche b5 · Pion blanc sur case noire c5 · Pion blanc sur case noire e5 · Pion blanc sur case noire b4 · Pion noir sur case blanche c4 · Pion blanc sur case noire d4 · Fou blanc sur case noire f4 · Pion blanc sur case noire a3 · Cavalier noir sur case noire c3 · Cavalier blanc sur case noire e3 · Dame blanche sur case noire g3 · Pion blanc sur case blanche h3 · Pion blanc sur case noire f2 · Pion blanc sur case blanche g2 · Tour blanche sur case noire e1 · Tour blanche sur case blanche f1 · Roi blanc sur case noire g1 | Dame noire sur case blanche a8 · Tour noire sur case noire d8 · Cavalier noir sur case blanche e8 · Roi noir sur case blanche g8 · Tour noire sur case blanche d7 · Fou noir sur case noire e7 · Pion noir sur case blanche f7 · Pion noir sur case noire g7 · Pion noir sur case blanche h7 · Pion noir sur case blanche c6 · Cavalier blanc sur case noire d6 · Pion noir sur case blanche e6 · Pion noir sur case noire a5 · Pion noir sur case blanche b5 · Pion blanc sur case noire c5 · Pion blanc sur case noire e5 · Pion blanc sur case noire b4 · Pion noir sur case blanche c4 · Pion blanc sur case noire d4 · Fou blanc sur case noire f4 · Pion blanc sur case noire a3 · Cavalier noir sur case noire c3 · Cavalier blanc sur case noire e3 · Dame blanche sur case noire g3 · Pion blanc sur case blanche h3 · Pion blanc sur case noire f2 · Pion blanc sur case blanche g2 · Tour blanche sur case noire e1 · Tour blanche sur case blanche f1 · Roi blanc sur case noire g1 | Dame noire sur case blanche a8 · Tour noire sur case noire d8 · Cavalier noir sur case blanche e8 · Roi noir sur case blanche g8 · Tour noire sur case blanche d7 · Fou noir sur case noire e7 · Pion noir sur case blanche f7 · Pion noir sur case noire g7 · Pion noir sur case blanche h7 · Pion noir sur case blanche c6 · Cavalier blanc sur case noire d6 · Pion noir sur case blanche e6 · Pion noir sur case noire a5 · Pion noir sur case blanche b5 · Pion blanc sur case noire c5 · Pion blanc sur case noire e5 · Pion blanc sur case noire b4 · Pion noir sur case blanche c4 · Pion blanc sur case noire d4 · Fou blanc sur case noire f4 · Pion blanc sur case noire a3 · Cavalier noir sur case noire c3 · Cavalier blanc sur case noire e3 · Dame blanche sur case noire g3 · Pion blanc sur case blanche h3 · Pion blanc sur case noire f2 · Pion blanc sur case blanche g2 · Tour blanche sur case noire e1 · Tour blanche sur case blanche f1 · Roi blanc sur case noire g1 | Dame noire sur case blanche a8 · Tour noire sur case noire d8 · Cavalier noir sur case blanche e8 · Roi noir sur case blanche g8 · Tour noire sur case blanche d7 · Fou noir sur case noire e7 · Pion noir sur case blanche f7 · Pion noir sur case noire g7 · Pion noir sur case blanche h7 · Pion noir sur case blanche c6 · Cavalier blanc sur case noire d6 · Pion noir sur case blanche e6 · Pion noir sur case noire a5 · Pion noir sur case blanche b5 · Pion blanc sur case noire c5 · Pion blanc sur case noire e5 · Pion blanc sur case noire b4 · Pion noir sur case blanche c4 · Pion blanc sur case noire d4 · Fou blanc sur case noire f4 · Pion blanc sur case noire a3 · Cavalier noir sur case noire c3 · Cavalier blanc sur case noire e3 · Dame blanche sur case noire g3 · Pion blanc sur case blanche h3 · Pion blanc sur case noire f2 · Pion blanc sur case blanche g2 · Tour blanche sur case noire e1 · Tour blanche sur case blanche f1 · Roi blanc sur case noire g1 | Dame noire sur case blanche a8 · Tour noire sur case noire d8 · Cavalier noir sur case blanche e8 · Roi noir sur case blanche g8 · Tour noire sur case blanche d7 · Fou noir sur case noire e7 · Pion noir sur case blanche f7 · Pion noir sur case noire g7 · Pion noir sur case blanche h7 · Pion noir sur case blanche c6 · Cavalier blanc sur case noire d6 · Pion noir sur case blanche e6 · Pion noir sur case noire a5 · Pion noir sur case blanche b5 · Pion blanc sur case noire c5 · Pion blanc sur case noire e5 · Pion blanc sur case noire b4 · Pion noir sur case blanche c4 · Pion blanc sur case noire d4 · Fou blanc sur case noire f4 · Pion blanc sur case noire a3 · Cavalier noir sur case noire c3 · Cavalier blanc sur case noire e3 · Dame blanche sur case noire g3 · Pion blanc sur case blanche h3 · Pion blanc sur case noire f2 · Pion blanc sur case blanche g2 · Tour blanche sur case noire e1 · Tour blanche sur case blanche f1 · Roi blanc sur case noire g1 | Dame noire sur case blanche a8 · Tour noire sur case noire d8 · Cavalier noir sur case blanche e8 · Roi noir sur case blanche g8 · Tour noire sur case blanche d7 · Fou noir sur case noire e7 · Pion noir sur case blanche f7 · Pion noir sur case noire g7 · Pion noir sur case blanche h7 · Pion noir sur case blanche c6 · Cavalier blanc sur case noire d6 · Pion noir sur case blanche e6 · Pion noir sur case noire a5 · Pion noir sur case blanche b5 · Pion blanc sur case noire c5 · Pion blanc sur case noire e5 · Pion blanc sur case noire b4 · Pion noir sur case blanche c4 · Pion blanc sur case noire d4 · Fou blanc sur case noire f4 · Pion blanc sur case noire a3 · Cavalier noir sur case noire c3 · Cavalier blanc sur case noire e3 · Dame blanche sur case noire g3 · Pion blanc sur case blanche h3 · Pion blanc sur case noire f2 · Pion blanc sur case blanche g2 · Tour blanche sur case noire e1 · Tour blanche sur case blanche f1 · Roi blanc sur case noire g1 | 6 |
| 5 | Dame noire sur case blanche a8 · Tour noire sur case noire d8 · Cavalier noir sur case blanche e8 · Roi noir sur case blanche g8 · Tour noire sur case blanche d7 · Fou noir sur case noire e7 · Pion noir sur case blanche f7 · Pion noir sur case noire g7 · Pion noir sur case blanche h7 · Pion noir sur case blanche c6 · Cavalier blanc sur case noire d6 · Pion noir sur case blanche e6 · Pion noir sur case noire a5 · Pion noir sur case blanche b5 · Pion blanc sur case noire c5 · Pion blanc sur case noire e5 · Pion blanc sur case noire b4 · Pion noir sur case blanche c4 · Pion blanc sur case noire d4 · Fou blanc sur case noire f4 · Pion blanc sur case noire a3 · Cavalier noir sur case noire c3 · Cavalier blanc sur case noire e3 · Dame blanche sur case noire g3 · Pion blanc sur case blanche h3 · Pion blanc sur case noire f2 · Pion blanc sur case blanche g2 · Tour blanche sur case noire e1 · Tour blanche sur case blanche f1 · Roi blanc sur case noire g1 | Dame noire sur case blanche a8 · Tour noire sur case noire d8 · Cavalier noir sur case blanche e8 · Roi noir sur case blanche g8 · Tour noire sur case blanche d7 · Fou noir sur case noire e7 · Pion noir sur case blanche f7 · Pion noir sur case noire g7 · Pion noir sur case blanche h7 · Pion noir sur case blanche c6 · Cavalier blanc sur case noire d6 · Pion noir sur case blanche e6 · Pion noir sur case noire a5 · Pion noir sur case blanche b5 · Pion blanc sur case noire c5 · Pion blanc sur case noire e5 · Pion blanc sur case noire b4 · Pion noir sur case blanche c4 · Pion blanc sur case noire d4 · Fou blanc sur case noire f4 · Pion blanc sur case noire a3 · Cavalier noir sur case noire c3 · Cavalier blanc sur case noire e3 · Dame blanche sur case noire g3 · Pion blanc sur case blanche h3 · Pion blanc sur case noire f2 · Pion blanc sur case blanche g2 · Tour blanche sur case noire e1 · Tour blanche sur case blanche f1 · Roi blanc sur case noire g1 | Dame noire sur case blanche a8 · Tour noire sur case noire d8 · Cavalier noir sur case blanche e8 · Roi noir sur case blanche g8 · Tour noire sur case blanche d7 · Fou noir sur case noire e7 · Pion noir sur case blanche f7 · Pion noir sur case noire g7 · Pion noir sur case blanche h7 · Pion noir sur case blanche c6 · Cavalier blanc sur case noire d6 · Pion noir sur case blanche e6 · Pion noir sur case noire a5 · Pion noir sur case blanche b5 · Pion blanc sur case noire c5 · Pion blanc sur case noire e5 · Pion blanc sur case noire b4 · Pion noir sur case blanche c4 · Pion blanc sur case noire d4 · Fou blanc sur case noire f4 · Pion blanc sur case noire a3 · Cavalier noir sur case noire c3 · Cavalier blanc sur case noire e3 · Dame blanche sur case noire g3 · Pion blanc sur case blanche h3 · Pion blanc sur case noire f2 · Pion blanc sur case blanche g2 · Tour blanche sur case noire e1 · Tour blanche sur case blanche f1 · Roi blanc sur case noire g1 | Dame noire sur case blanche a8 · Tour noire sur case noire d8 · Cavalier noir sur case blanche e8 · Roi noir sur case blanche g8 · Tour noire sur case blanche d7 · Fou noir sur case noire e7 · Pion noir sur case blanche f7 · Pion noir sur case noire g7 · Pion noir sur case blanche h7 · Pion noir sur case blanche c6 · Cavalier blanc sur case noire d6 · Pion noir sur case blanche e6 · Pion noir sur case noire a5 · Pion noir sur case blanche b5 · Pion blanc sur case noire c5 · Pion blanc sur case noire e5 · Pion blanc sur case noire b4 · Pion noir sur case blanche c4 · Pion blanc sur case noire d4 · Fou blanc sur case noire f4 · Pion blanc sur case noire a3 · Cavalier noir sur case noire c3 · Cavalier blanc sur case noire e3 · Dame blanche sur case noire g3 · Pion blanc sur case blanche h3 · Pion blanc sur case noire f2 · Pion blanc sur case blanche g2 · Tour blanche sur case noire e1 · Tour blanche sur case blanche f1 · Roi blanc sur case noire g1 | Dame noire sur case blanche a8 · Tour noire sur case noire d8 · Cavalier noir sur case blanche e8 · Roi noir sur case blanche g8 · Tour noire sur case blanche d7 · Fou noir sur case noire e7 · Pion noir sur case blanche f7 · Pion noir sur case noire g7 · Pion noir sur case blanche h7 · Pion noir sur case blanche c6 · Cavalier blanc sur case noire d6 · Pion noir sur case blanche e6 · Pion noir sur case noire a5 · Pion noir sur case blanche b5 · Pion blanc sur case noire c5 · Pion blanc sur case noire e5 · Pion blanc sur case noire b4 · Pion noir sur case blanche c4 · Pion blanc sur case noire d4 · Fou blanc sur case noire f4 · Pion blanc sur case noire a3 · Cavalier noir sur case noire c3 · Cavalier blanc sur case noire e3 · Dame blanche sur case noire g3 · Pion blanc sur case blanche h3 · Pion blanc sur case noire f2 · Pion blanc sur case blanche g2 · Tour blanche sur case noire e1 · Tour blanche sur case blanche f1 · Roi blanc sur case noire g1 | Dame noire sur case blanche a8 · Tour noire sur case noire d8 · Cavalier noir sur case blanche e8 · Roi noir sur case blanche g8 · Tour noire sur case blanche d7 · Fou noir sur case noire e7 · Pion noir sur case blanche f7 · Pion noir sur case noire g7 · Pion noir sur case blanche h7 · Pion noir sur case blanche c6 · Cavalier blanc sur case noire d6 · Pion noir sur case blanche e6 · Pion noir sur case noire a5 · Pion noir sur case blanche b5 · Pion blanc sur case noire c5 · Pion blanc sur case noire e5 · Pion blanc sur case noire b4 · Pion noir sur case blanche c4 · Pion blanc sur case noire d4 · Fou blanc sur case noire f4 · Pion blanc sur case noire a3 · Cavalier noir sur case noire c3 · Cavalier blanc sur case noire e3 · Dame blanche sur case noire g3 · Pion blanc sur case blanche h3 · Pion blanc sur case noire f2 · Pion blanc sur case blanche g2 · Tour blanche sur case noire e1 · Tour blanche sur case blanche f1 · Roi blanc sur case noire g1 | Dame noire sur case blanche a8 · Tour noire sur case noire d8 · Cavalier noir sur case blanche e8 · Roi noir sur case blanche g8 · Tour noire sur case blanche d7 · Fou noir sur case noire e7 · Pion noir sur case blanche f7 · Pion noir sur case noire g7 · Pion noir sur case blanche h7 · Pion noir sur case blanche c6 · Cavalier blanc sur case noire d6 · Pion noir sur case blanche e6 · Pion noir sur case noire a5 · Pion noir sur case blanche b5 · Pion blanc sur case noire c5 · Pion blanc sur case noire e5 · Pion blanc sur case noire b4 · Pion noir sur case blanche c4 · Pion blanc sur case noire d4 · Fou blanc sur case noire f4 · Pion blanc sur case noire a3 · Cavalier noir sur case noire c3 · Cavalier blanc sur case noire e3 · Dame blanche sur case noire g3 · Pion blanc sur case blanche h3 · Pion blanc sur case noire f2 · Pion blanc sur case blanche g2 · Tour blanche sur case noire e1 · Tour blanche sur case blanche f1 · Roi blanc sur case noire g1 | Dame noire sur case blanche a8 · Tour noire sur case noire d8 · Cavalier noir sur case blanche e8 · Roi noir sur case blanche g8 · Tour noire sur case blanche d7 · Fou noir sur case noire e7 · Pion noir sur case blanche f7 · Pion noir sur case noire g7 · Pion noir sur case blanche h7 · Pion noir sur case blanche c6 · Cavalier blanc sur case noire d6 · Pion noir sur case blanche e6 · Pion noir sur case noire a5 · Pion noir sur case blanche b5 · Pion blanc sur case noire c5 · Pion blanc sur case noire e5 · Pion blanc sur case noire b4 · Pion noir sur case blanche c4 · Pion blanc sur case noire d4 · Fou blanc sur case noire f4 · Pion blanc sur case noire a3 · Cavalier noir sur case noire c3 · Cavalier blanc sur case noire e3 · Dame blanche sur case noire g3 · Pion blanc sur case blanche h3 · Pion blanc sur case noire f2 · Pion blanc sur case blanche g2 · Tour blanche sur case noire e1 · Tour blanche sur case blanche f1 · Roi blanc sur case noire g1 | 5 |
| 4 | Dame noire sur case blanche a8 · Tour noire sur case noire d8 · Cavalier noir sur case blanche e8 · Roi noir sur case blanche g8 · Tour noire sur case blanche d7 · Fou noir sur case noire e7 · Pion noir sur case blanche f7 · Pion noir sur case noire g7 · Pion noir sur case blanche h7 · Pion noir sur case blanche c6 · Cavalier blanc sur case noire d6 · Pion noir sur case blanche e6 · Pion noir sur case noire a5 · Pion noir sur case blanche b5 · Pion blanc sur case noire c5 · Pion blanc sur case noire e5 · Pion blanc sur case noire b4 · Pion noir sur case blanche c4 · Pion blanc sur case noire d4 · Fou blanc sur case noire f4 · Pion blanc sur case noire a3 · Cavalier noir sur case noire c3 · Cavalier blanc sur case noire e3 · Dame blanche sur case noire g3 · Pion blanc sur case blanche h3 · Pion blanc sur case noire f2 · Pion blanc sur case blanche g2 · Tour blanche sur case noire e1 · Tour blanche sur case blanche f1 · Roi blanc sur case noire g1 | Dame noire sur case blanche a8 · Tour noire sur case noire d8 · Cavalier noir sur case blanche e8 · Roi noir sur case blanche g8 · Tour noire sur case blanche d7 · Fou noir sur case noire e7 · Pion noir sur case blanche f7 · Pion noir sur case noire g7 · Pion noir sur case blanche h7 · Pion noir sur case blanche c6 · Cavalier blanc sur case noire d6 · Pion noir sur case blanche e6 · Pion noir sur case noire a5 · Pion noir sur case blanche b5 · Pion blanc sur case noire c5 · Pion blanc sur case noire e5 · Pion blanc sur case noire b4 · Pion noir sur case blanche c4 · Pion blanc sur case noire d4 · Fou blanc sur case noire f4 · Pion blanc sur case noire a3 · Cavalier noir sur case noire c3 · Cavalier blanc sur case noire e3 · Dame blanche sur case noire g3 · Pion blanc sur case blanche h3 · Pion blanc sur case noire f2 · Pion blanc sur case blanche g2 · Tour blanche sur case noire e1 · Tour blanche sur case blanche f1 · Roi blanc sur case noire g1 | Dame noire sur case blanche a8 · Tour noire sur case noire d8 · Cavalier noir sur case blanche e8 · Roi noir sur case blanche g8 · Tour noire sur case blanche d7 · Fou noir sur case noire e7 · Pion noir sur case blanche f7 · Pion noir sur case noire g7 · Pion noir sur case blanche h7 · Pion noir sur case blanche c6 · Cavalier blanc sur case noire d6 · Pion noir sur case blanche e6 · Pion noir sur case noire a5 · Pion noir sur case blanche b5 · Pion blanc sur case noire c5 · Pion blanc sur case noire e5 · Pion blanc sur case noire b4 · Pion noir sur case blanche c4 · Pion blanc sur case noire d4 · Fou blanc sur case noire f4 · Pion blanc sur case noire a3 · Cavalier noir sur case noire c3 · Cavalier blanc sur case noire e3 · Dame blanche sur case noire g3 · Pion blanc sur case blanche h3 · Pion blanc sur case noire f2 · Pion blanc sur case blanche g2 · Tour blanche sur case noire e1 · Tour blanche sur case blanche f1 · Roi blanc sur case noire g1 | Dame noire sur case blanche a8 · Tour noire sur case noire d8 · Cavalier noir sur case blanche e8 · Roi noir sur case blanche g8 · Tour noire sur case blanche d7 · Fou noir sur case noire e7 · Pion noir sur case blanche f7 · Pion noir sur case noire g7 · Pion noir sur case blanche h7 · Pion noir sur case blanche c6 · Cavalier blanc sur case noire d6 · Pion noir sur case blanche e6 · Pion noir sur case noire a5 · Pion noir sur case blanche b5 · Pion blanc sur case noire c5 · Pion blanc sur case noire e5 · Pion blanc sur case noire b4 · Pion noir sur case blanche c4 · Pion blanc sur case noire d4 · Fou blanc sur case noire f4 · Pion blanc sur case noire a3 · Cavalier noir sur case noire c3 · Cavalier blanc sur case noire e3 · Dame blanche sur case noire g3 · Pion blanc sur case blanche h3 · Pion blanc sur case noire f2 · Pion blanc sur case blanche g2 · Tour blanche sur case noire e1 · Tour blanche sur case blanche f1 · Roi blanc sur case noire g1 | Dame noire sur case blanche a8 · Tour noire sur case noire d8 · Cavalier noir sur case blanche e8 · Roi noir sur case blanche g8 · Tour noire sur case blanche d7 · Fou noir sur case noire e7 · Pion noir sur case blanche f7 · Pion noir sur case noire g7 · Pion noir sur case blanche h7 · Pion noir sur case blanche c6 · Cavalier blanc sur case noire d6 · Pion noir sur case blanche e6 · Pion noir sur case noire a5 · Pion noir sur case blanche b5 · Pion blanc sur case noire c5 · Pion blanc sur case noire e5 · Pion blanc sur case noire b4 · Pion noir sur case blanche c4 · Pion blanc sur case noire d4 · Fou blanc sur case noire f4 · Pion blanc sur case noire a3 · Cavalier noir sur case noire c3 · Cavalier blanc sur case noire e3 · Dame blanche sur case noire g3 · Pion blanc sur case blanche h3 · Pion blanc sur case noire f2 · Pion blanc sur case blanche g2 · Tour blanche sur case noire e1 · Tour blanche sur case blanche f1 · Roi blanc sur case noire g1 | Dame noire sur case blanche a8 · Tour noire sur case noire d8 · Cavalier noir sur case blanche e8 · Roi noir sur case blanche g8 · Tour noire sur case blanche d7 · Fou noir sur case noire e7 · Pion noir sur case blanche f7 · Pion noir sur case noire g7 · Pion noir sur case blanche h7 · Pion noir sur case blanche c6 · Cavalier blanc sur case noire d6 · Pion noir sur case blanche e6 · Pion noir sur case noire a5 · Pion noir sur case blanche b5 · Pion blanc sur case noire c5 · Pion blanc sur case noire e5 · Pion blanc sur case noire b4 · Pion noir sur case blanche c4 · Pion blanc sur case noire d4 · Fou blanc sur case noire f4 · Pion blanc sur case noire a3 · Cavalier noir sur case noire c3 · Cavalier blanc sur case noire e3 · Dame blanche sur case noire g3 · Pion blanc sur case blanche h3 · Pion blanc sur case noire f2 · Pion blanc sur case blanche g2 · Tour blanche sur case noire e1 · Tour blanche sur case blanche f1 · Roi blanc sur case noire g1 | Dame noire sur case blanche a8 · Tour noire sur case noire d8 · Cavalier noir sur case blanche e8 · Roi noir sur case blanche g8 · Tour noire sur case blanche d7 · Fou noir sur case noire e7 · Pion noir sur case blanche f7 · Pion noir sur case noire g7 · Pion noir sur case blanche h7 · Pion noir sur case blanche c6 · Cavalier blanc sur case noire d6 · Pion noir sur case blanche e6 · Pion noir sur case noire a5 · Pion noir sur case blanche b5 · Pion blanc sur case noire c5 · Pion blanc sur case noire e5 · Pion blanc sur case noire b4 · Pion noir sur case blanche c4 · Pion blanc sur case noire d4 · Fou blanc sur case noire f4 · Pion blanc sur case noire a3 · Cavalier noir sur case noire c3 · Cavalier blanc sur case noire e3 · Dame blanche sur case noire g3 · Pion blanc sur case blanche h3 · Pion blanc sur case noire f2 · Pion blanc sur case blanche g2 · Tour blanche sur case noire e1 · Tour blanche sur case blanche f1 · Roi blanc sur case noire g1 | Dame noire sur case blanche a8 · Tour noire sur case noire d8 · Cavalier noir sur case blanche e8 · Roi noir sur case blanche g8 · Tour noire sur case blanche d7 · Fou noir sur case noire e7 · Pion noir sur case blanche f7 · Pion noir sur case noire g7 · Pion noir sur case blanche h7 · Pion noir sur case blanche c6 · Cavalier blanc sur case noire d6 · Pion noir sur case blanche e6 · Pion noir sur case noire a5 · Pion noir sur case blanche b5 · Pion blanc sur case noire c5 · Pion blanc sur case noire e5 · Pion blanc sur case noire b4 · Pion noir sur case blanche c4 · Pion blanc sur case noire d4 · Fou blanc sur case noire f4 · Pion blanc sur case noire a3 · Cavalier noir sur case noire c3 · Cavalier blanc sur case noire e3 · Dame blanche sur case noire g3 · Pion blanc sur case blanche h3 · Pion blanc sur case noire f2 · Pion blanc sur case blanche g2 · Tour blanche sur case noire e1 · Tour blanche sur case blanche f1 · Roi blanc sur case noire g1 | 4 |
| 3 | Dame noire sur case blanche a8 · Tour noire sur case noire d8 · Cavalier noir sur case blanche e8 · Roi noir sur case blanche g8 · Tour noire sur case blanche d7 · Fou noir sur case noire e7 · Pion noir sur case blanche f7 · Pion noir sur case noire g7 · Pion noir sur case blanche h7 · Pion noir sur case blanche c6 · Cavalier blanc sur case noire d6 · Pion noir sur case blanche e6 · Pion noir sur case noire a5 · Pion noir sur case blanche b5 · Pion blanc sur case noire c5 · Pion blanc sur case noire e5 · Pion blanc sur case noire b4 · Pion noir sur case blanche c4 · Pion blanc sur case noire d4 · Fou blanc sur case noire f4 · Pion blanc sur case noire a3 · Cavalier noir sur case noire c3 · Cavalier blanc sur case noire e3 · Dame blanche sur case noire g3 · Pion blanc sur case blanche h3 · Pion blanc sur case noire f2 · Pion blanc sur case blanche g2 · Tour blanche sur case noire e1 · Tour blanche sur case blanche f1 · Roi blanc sur case noire g1 | Dame noire sur case blanche a8 · Tour noire sur case noire d8 · Cavalier noir sur case blanche e8 · Roi noir sur case blanche g8 · Tour noire sur case blanche d7 · Fou noir sur case noire e7 · Pion noir sur case blanche f7 · Pion noir sur case noire g7 · Pion noir sur case blanche h7 · Pion noir sur case blanche c6 · Cavalier blanc sur case noire d6 · Pion noir sur case blanche e6 · Pion noir sur case noire a5 · Pion noir sur case blanche b5 · Pion blanc sur case noire c5 · Pion blanc sur case noire e5 · Pion blanc sur case noire b4 · Pion noir sur case blanche c4 · Pion blanc sur case noire d4 · Fou blanc sur case noire f4 · Pion blanc sur case noire a3 · Cavalier noir sur case noire c3 · Cavalier blanc sur case noire e3 · Dame blanche sur case noire g3 · Pion blanc sur case blanche h3 · Pion blanc sur case noire f2 · Pion blanc sur case blanche g2 · Tour blanche sur case noire e1 · Tour blanche sur case blanche f1 · Roi blanc sur case noire g1 | Dame noire sur case blanche a8 · Tour noire sur case noire d8 · Cavalier noir sur case blanche e8 · Roi noir sur case blanche g8 · Tour noire sur case blanche d7 · Fou noir sur case noire e7 · Pion noir sur case blanche f7 · Pion noir sur case noire g7 · Pion noir sur case blanche h7 · Pion noir sur case blanche c6 · Cavalier blanc sur case noire d6 · Pion noir sur case blanche e6 · Pion noir sur case noire a5 · Pion noir sur case blanche b5 · Pion blanc sur case noire c5 · Pion blanc sur case noire e5 · Pion blanc sur case noire b4 · Pion noir sur case blanche c4 · Pion blanc sur case noire d4 · Fou blanc sur case noire f4 · Pion blanc sur case noire a3 · Cavalier noir sur case noire c3 · Cavalier blanc sur case noire e3 · Dame blanche sur case noire g3 · Pion blanc sur case blanche h3 · Pion blanc sur case noire f2 · Pion blanc sur case blanche g2 · Tour blanche sur case noire e1 · Tour blanche sur case blanche f1 · Roi blanc sur case noire g1 | Dame noire sur case blanche a8 · Tour noire sur case noire d8 · Cavalier noir sur case blanche e8 · Roi noir sur case blanche g8 · Tour noire sur case blanche d7 · Fou noir sur case noire e7 · Pion noir sur case blanche f7 · Pion noir sur case noire g7 · Pion noir sur case blanche h7 · Pion noir sur case blanche c6 · Cavalier blanc sur case noire d6 · Pion noir sur case blanche e6 · Pion noir sur case noire a5 · Pion noir sur case blanche b5 · Pion blanc sur case noire c5 · Pion blanc sur case noire e5 · Pion blanc sur case noire b4 · Pion noir sur case blanche c4 · Pion blanc sur case noire d4 · Fou blanc sur case noire f4 · Pion blanc sur case noire a3 · Cavalier noir sur case noire c3 · Cavalier blanc sur case noire e3 · Dame blanche sur case noire g3 · Pion blanc sur case blanche h3 · Pion blanc sur case noire f2 · Pion blanc sur case blanche g2 · Tour blanche sur case noire e1 · Tour blanche sur case blanche f1 · Roi blanc sur case noire g1 | Dame noire sur case blanche a8 · Tour noire sur case noire d8 · Cavalier noir sur case blanche e8 · Roi noir sur case blanche g8 · Tour noire sur case blanche d7 · Fou noir sur case noire e7 · Pion noir sur case blanche f7 · Pion noir sur case noire g7 · Pion noir sur case blanche h7 · Pion noir sur case blanche c6 · Cavalier blanc sur case noire d6 · Pion noir sur case blanche e6 · Pion noir sur case noire a5 · Pion noir sur case blanche b5 · Pion blanc sur case noire c5 · Pion blanc sur case noire e5 · Pion blanc sur case noire b4 · Pion noir sur case blanche c4 · Pion blanc sur case noire d4 · Fou blanc sur case noire f4 · Pion blanc sur case noire a3 · Cavalier noir sur case noire c3 · Cavalier blanc sur case noire e3 · Dame blanche sur case noire g3 · Pion blanc sur case blanche h3 · Pion blanc sur case noire f2 · Pion blanc sur case blanche g2 · Tour blanche sur case noire e1 · Tour blanche sur case blanche f1 · Roi blanc sur case noire g1 | Dame noire sur case blanche a8 · Tour noire sur case noire d8 · Cavalier noir sur case blanche e8 · Roi noir sur case blanche g8 · Tour noire sur case blanche d7 · Fou noir sur case noire e7 · Pion noir sur case blanche f7 · Pion noir sur case noire g7 · Pion noir sur case blanche h7 · Pion noir sur case blanche c6 · Cavalier blanc sur case noire d6 · Pion noir sur case blanche e6 · Pion noir sur case noire a5 · Pion noir sur case blanche b5 · Pion blanc sur case noire c5 · Pion blanc sur case noire e5 · Pion blanc sur case noire b4 · Pion noir sur case blanche c4 · Pion blanc sur case noire d4 · Fou blanc sur case noire f4 · Pion blanc sur case noire a3 · Cavalier noir sur case noire c3 · Cavalier blanc sur case noire e3 · Dame blanche sur case noire g3 · Pion blanc sur case blanche h3 · Pion blanc sur case noire f2 · Pion blanc sur case blanche g2 · Tour blanche sur case noire e1 · Tour blanche sur case blanche f1 · Roi blanc sur case noire g1 | Dame noire sur case blanche a8 · Tour noire sur case noire d8 · Cavalier noir sur case blanche e8 · Roi noir sur case blanche g8 · Tour noire sur case blanche d7 · Fou noir sur case noire e7 · Pion noir sur case blanche f7 · Pion noir sur case noire g7 · Pion noir sur case blanche h7 · Pion noir sur case blanche c6 · Cavalier blanc sur case noire d6 · Pion noir sur case blanche e6 · Pion noir sur case noire a5 · Pion noir sur case blanche b5 · Pion blanc sur case noire c5 · Pion blanc sur case noire e5 · Pion blanc sur case noire b4 · Pion noir sur case blanche c4 · Pion blanc sur case noire d4 · Fou blanc sur case noire f4 · Pion blanc sur case noire a3 · Cavalier noir sur case noire c3 · Cavalier blanc sur case noire e3 · Dame blanche sur case noire g3 · Pion blanc sur case blanche h3 · Pion blanc sur case noire f2 · Pion blanc sur case blanche g2 · Tour blanche sur case noire e1 · Tour blanche sur case blanche f1 · Roi blanc sur case noire g1 | Dame noire sur case blanche a8 · Tour noire sur case noire d8 · Cavalier noir sur case blanche e8 · Roi noir sur case blanche g8 · Tour noire sur case blanche d7 · Fou noir sur case noire e7 · Pion noir sur case blanche f7 · Pion noir sur case noire g7 · Pion noir sur case blanche h7 · Pion noir sur case blanche c6 · Cavalier blanc sur case noire d6 · Pion noir sur case blanche e6 · Pion noir sur case noire a5 · Pion noir sur case blanche b5 · Pion blanc sur case noire c5 · Pion blanc sur case noire e5 · Pion blanc sur case noire b4 · Pion noir sur case blanche c4 · Pion blanc sur case noire d4 · Fou blanc sur case noire f4 · Pion blanc sur case noire a3 · Cavalier noir sur case noire c3 · Cavalier blanc sur case noire e3 · Dame blanche sur case noire g3 · Pion blanc sur case blanche h3 · Pion blanc sur case noire f2 · Pion blanc sur case blanche g2 · Tour blanche sur case noire e1 · Tour blanche sur case blanche f1 · Roi blanc sur case noire g1 | 3 |
| 2 | Dame noire sur case blanche a8 · Tour noire sur case noire d8 · Cavalier noir sur case blanche e8 · Roi noir sur case blanche g8 · Tour noire sur case blanche d7 · Fou noir sur case noire e7 · Pion noir sur case blanche f7 · Pion noir sur case noire g7 · Pion noir sur case blanche h7 · Pion noir sur case blanche c6 · Cavalier blanc sur case noire d6 · Pion noir sur case blanche e6 · Pion noir sur case noire a5 · Pion noir sur case blanche b5 · Pion blanc sur case noire c5 · Pion blanc sur case noire e5 · Pion blanc sur case noire b4 · Pion noir sur case blanche c4 · Pion blanc sur case noire d4 · Fou blanc sur case noire f4 · Pion blanc sur case noire a3 · Cavalier noir sur case noire c3 · Cavalier blanc sur case noire e3 · Dame blanche sur case noire g3 · Pion blanc sur case blanche h3 · Pion blanc sur case noire f2 · Pion blanc sur case blanche g2 · Tour blanche sur case noire e1 · Tour blanche sur case blanche f1 · Roi blanc sur case noire g1 | Dame noire sur case blanche a8 · Tour noire sur case noire d8 · Cavalier noir sur case blanche e8 · Roi noir sur case blanche g8 · Tour noire sur case blanche d7 · Fou noir sur case noire e7 · Pion noir sur case blanche f7 · Pion noir sur case noire g7 · Pion noir sur case blanche h7 · Pion noir sur case blanche c6 · Cavalier blanc sur case noire d6 · Pion noir sur case blanche e6 · Pion noir sur case noire a5 · Pion noir sur case blanche b5 · Pion blanc sur case noire c5 · Pion blanc sur case noire e5 · Pion blanc sur case noire b4 · Pion noir sur case blanche c4 · Pion blanc sur case noire d4 · Fou blanc sur case noire f4 · Pion blanc sur case noire a3 · Cavalier noir sur case noire c3 · Cavalier blanc sur case noire e3 · Dame blanche sur case noire g3 · Pion blanc sur case blanche h3 · Pion blanc sur case noire f2 · Pion blanc sur case blanche g2 · Tour blanche sur case noire e1 · Tour blanche sur case blanche f1 · Roi blanc sur case noire g1 | Dame noire sur case blanche a8 · Tour noire sur case noire d8 · Cavalier noir sur case blanche e8 · Roi noir sur case blanche g8 · Tour noire sur case blanche d7 · Fou noir sur case noire e7 · Pion noir sur case blanche f7 · Pion noir sur case noire g7 · Pion noir sur case blanche h7 · Pion noir sur case blanche c6 · Cavalier blanc sur case noire d6 · Pion noir sur case blanche e6 · Pion noir sur case noire a5 · Pion noir sur case blanche b5 · Pion blanc sur case noire c5 · Pion blanc sur case noire e5 · Pion blanc sur case noire b4 · Pion noir sur case blanche c4 · Pion blanc sur case noire d4 · Fou blanc sur case noire f4 · Pion blanc sur case noire a3 · Cavalier noir sur case noire c3 · Cavalier blanc sur case noire e3 · Dame blanche sur case noire g3 · Pion blanc sur case blanche h3 · Pion blanc sur case noire f2 · Pion blanc sur case blanche g2 · Tour blanche sur case noire e1 · Tour blanche sur case blanche f1 · Roi blanc sur case noire g1 | Dame noire sur case blanche a8 · Tour noire sur case noire d8 · Cavalier noir sur case blanche e8 · Roi noir sur case blanche g8 · Tour noire sur case blanche d7 · Fou noir sur case noire e7 · Pion noir sur case blanche f7 · Pion noir sur case noire g7 · Pion noir sur case blanche h7 · Pion noir sur case blanche c6 · Cavalier blanc sur case noire d6 · Pion noir sur case blanche e6 · Pion noir sur case noire a5 · Pion noir sur case blanche b5 · Pion blanc sur case noire c5 · Pion blanc sur case noire e5 · Pion blanc sur case noire b4 · Pion noir sur case blanche c4 · Pion blanc sur case noire d4 · Fou blanc sur case noire f4 · Pion blanc sur case noire a3 · Cavalier noir sur case noire c3 · Cavalier blanc sur case noire e3 · Dame blanche sur case noire g3 · Pion blanc sur case blanche h3 · Pion blanc sur case noire f2 · Pion blanc sur case blanche g2 · Tour blanche sur case noire e1 · Tour blanche sur case blanche f1 · Roi blanc sur case noire g1 | Dame noire sur case blanche a8 · Tour noire sur case noire d8 · Cavalier noir sur case blanche e8 · Roi noir sur case blanche g8 · Tour noire sur case blanche d7 · Fou noir sur case noire e7 · Pion noir sur case blanche f7 · Pion noir sur case noire g7 · Pion noir sur case blanche h7 · Pion noir sur case blanche c6 · Cavalier blanc sur case noire d6 · Pion noir sur case blanche e6 · Pion noir sur case noire a5 · Pion noir sur case blanche b5 · Pion blanc sur case noire c5 · Pion blanc sur case noire e5 · Pion blanc sur case noire b4 · Pion noir sur case blanche c4 · Pion blanc sur case noire d4 · Fou blanc sur case noire f4 · Pion blanc sur case noire a3 · Cavalier noir sur case noire c3 · Cavalier blanc sur case noire e3 · Dame blanche sur case noire g3 · Pion blanc sur case blanche h3 · Pion blanc sur case noire f2 · Pion blanc sur case blanche g2 · Tour blanche sur case noire e1 · Tour blanche sur case blanche f1 · Roi blanc sur case noire g1 | Dame noire sur case blanche a8 · Tour noire sur case noire d8 · Cavalier noir sur case blanche e8 · Roi noir sur case blanche g8 · Tour noire sur case blanche d7 · Fou noir sur case noire e7 · Pion noir sur case blanche f7 · Pion noir sur case noire g7 · Pion noir sur case blanche h7 · Pion noir sur case blanche c6 · Cavalier blanc sur case noire d6 · Pion noir sur case blanche e6 · Pion noir sur case noire a5 · Pion noir sur case blanche b5 · Pion blanc sur case noire c5 · Pion blanc sur case noire e5 · Pion blanc sur case noire b4 · Pion noir sur case blanche c4 · Pion blanc sur case noire d4 · Fou blanc sur case noire f4 · Pion blanc sur case noire a3 · Cavalier noir sur case noire c3 · Cavalier blanc sur case noire e3 · Dame blanche sur case noire g3 · Pion blanc sur case blanche h3 · Pion blanc sur case noire f2 · Pion blanc sur case blanche g2 · Tour blanche sur case noire e1 · Tour blanche sur case blanche f1 · Roi blanc sur case noire g1 | Dame noire sur case blanche a8 · Tour noire sur case noire d8 · Cavalier noir sur case blanche e8 · Roi noir sur case blanche g8 · Tour noire sur case blanche d7 · Fou noir sur case noire e7 · Pion noir sur case blanche f7 · Pion noir sur case noire g7 · Pion noir sur case blanche h7 · Pion noir sur case blanche c6 · Cavalier blanc sur case noire d6 · Pion noir sur case blanche e6 · Pion noir sur case noire a5 · Pion noir sur case blanche b5 · Pion blanc sur case noire c5 · Pion blanc sur case noire e5 · Pion blanc sur case noire b4 · Pion noir sur case blanche c4 · Pion blanc sur case noire d4 · Fou blanc sur case noire f4 · Pion blanc sur case noire a3 · Cavalier noir sur case noire c3 · Cavalier blanc sur case noire e3 · Dame blanche sur case noire g3 · Pion blanc sur case blanche h3 · Pion blanc sur case noire f2 · Pion blanc sur case blanche g2 · Tour blanche sur case noire e1 · Tour blanche sur case blanche f1 · Roi blanc sur case noire g1 | Dame noire sur case blanche a8 · Tour noire sur case noire d8 · Cavalier noir sur case blanche e8 · Roi noir sur case blanche g8 · Tour noire sur case blanche d7 · Fou noir sur case noire e7 · Pion noir sur case blanche f7 · Pion noir sur case noire g7 · Pion noir sur case blanche h7 · Pion noir sur case blanche c6 · Cavalier blanc sur case noire d6 · Pion noir sur case blanche e6 · Pion noir sur case noire a5 · Pion noir sur case blanche b5 · Pion blanc sur case noire c5 · Pion blanc sur case noire e5 · Pion blanc sur case noire b4 · Pion noir sur case blanche c4 · Pion blanc sur case noire d4 · Fou blanc sur case noire f4 · Pion blanc sur case noire a3 · Cavalier noir sur case noire c3 · Cavalier blanc sur case noire e3 · Dame blanche sur case noire g3 · Pion blanc sur case blanche h3 · Pion blanc sur case noire f2 · Pion blanc sur case blanche g2 · Tour blanche sur case noire e1 · Tour blanche sur case blanche f1 · Roi blanc sur case noire g1 | 2 |
| 1 | Dame noire sur case blanche a8 · Tour noire sur case noire d8 · Cavalier noir sur case blanche e8 · Roi noir sur case blanche g8 · Tour noire sur case blanche d7 · Fou noir sur case noire e7 · Pion noir sur case blanche f7 · Pion noir sur case noire g7 · Pion noir sur case blanche h7 · Pion noir sur case blanche c6 · Cavalier blanc sur case noire d6 · Pion noir sur case blanche e6 · Pion noir sur case noire a5 · Pion noir sur case blanche b5 · Pion blanc sur case noire c5 · Pion blanc sur case noire e5 · Pion blanc sur case noire b4 · Pion noir sur case blanche c4 · Pion blanc sur case noire d4 · Fou blanc sur case noire f4 · Pion blanc sur case noire a3 · Cavalier noir sur case noire c3 · Cavalier blanc sur case noire e3 · Dame blanche sur case noire g3 · Pion blanc sur case blanche h3 · Pion blanc sur case noire f2 · Pion blanc sur case blanche g2 · Tour blanche sur case noire e1 · Tour blanche sur case blanche f1 · Roi blanc sur case noire g1 | Dame noire sur case blanche a8 · Tour noire sur case noire d8 · Cavalier noir sur case blanche e8 · Roi noir sur case blanche g8 · Tour noire sur case blanche d7 · Fou noir sur case noire e7 · Pion noir sur case blanche f7 · Pion noir sur case noire g7 · Pion noir sur case blanche h7 · Pion noir sur case blanche c6 · Cavalier blanc sur case noire d6 · Pion noir sur case blanche e6 · Pion noir sur case noire a5 · Pion noir sur case blanche b5 · Pion blanc sur case noire c5 · Pion blanc sur case noire e5 · Pion blanc sur case noire b4 · Pion noir sur case blanche c4 · Pion blanc sur case noire d4 · Fou blanc sur case noire f4 · Pion blanc sur case noire a3 · Cavalier noir sur case noire c3 · Cavalier blanc sur case noire e3 · Dame blanche sur case noire g3 · Pion blanc sur case blanche h3 · Pion blanc sur case noire f2 · Pion blanc sur case blanche g2 · Tour blanche sur case noire e1 · Tour blanche sur case blanche f1 · Roi blanc sur case noire g1 | Dame noire sur case blanche a8 · Tour noire sur case noire d8 · Cavalier noir sur case blanche e8 · Roi noir sur case blanche g8 · Tour noire sur case blanche d7 · Fou noir sur case noire e7 · Pion noir sur case blanche f7 · Pion noir sur case noire g7 · Pion noir sur case blanche h7 · Pion noir sur case blanche c6 · Cavalier blanc sur case noire d6 · Pion noir sur case blanche e6 · Pion noir sur case noire a5 · Pion noir sur case blanche b5 · Pion blanc sur case noire c5 · Pion blanc sur case noire e5 · Pion blanc sur case noire b4 · Pion noir sur case blanche c4 · Pion blanc sur case noire d4 · Fou blanc sur case noire f4 · Pion blanc sur case noire a3 · Cavalier noir sur case noire c3 · Cavalier blanc sur case noire e3 · Dame blanche sur case noire g3 · Pion blanc sur case blanche h3 · Pion blanc sur case noire f2 · Pion blanc sur case blanche g2 · Tour blanche sur case noire e1 · Tour blanche sur case blanche f1 · Roi blanc sur case noire g1 | Dame noire sur case blanche a8 · Tour noire sur case noire d8 · Cavalier noir sur case blanche e8 · Roi noir sur case blanche g8 · Tour noire sur case blanche d7 · Fou noir sur case noire e7 · Pion noir sur case blanche f7 · Pion noir sur case noire g7 · Pion noir sur case blanche h7 · Pion noir sur case blanche c6 · Cavalier blanc sur case noire d6 · Pion noir sur case blanche e6 · Pion noir sur case noire a5 · Pion noir sur case blanche b5 · Pion blanc sur case noire c5 · Pion blanc sur case noire e5 · Pion blanc sur case noire b4 · Pion noir sur case blanche c4 · Pion blanc sur case noire d4 · Fou blanc sur case noire f4 · Pion blanc sur case noire a3 · Cavalier noir sur case noire c3 · Cavalier blanc sur case noire e3 · Dame blanche sur case noire g3 · Pion blanc sur case blanche h3 · Pion blanc sur case noire f2 · Pion blanc sur case blanche g2 · Tour blanche sur case noire e1 · Tour blanche sur case blanche f1 · Roi blanc sur case noire g1 | Dame noire sur case blanche a8 · Tour noire sur case noire d8 · Cavalier noir sur case blanche e8 · Roi noir sur case blanche g8 · Tour noire sur case blanche d7 · Fou noir sur case noire e7 · Pion noir sur case blanche f7 · Pion noir sur case noire g7 · Pion noir sur case blanche h7 · Pion noir sur case blanche c6 · Cavalier blanc sur case noire d6 · Pion noir sur case blanche e6 · Pion noir sur case noire a5 · Pion noir sur case blanche b5 · Pion blanc sur case noire c5 · Pion blanc sur case noire e5 · Pion blanc sur case noire b4 · Pion noir sur case blanche c4 · Pion blanc sur case noire d4 · Fou blanc sur case noire f4 · Pion blanc sur case noire a3 · Cavalier noir sur case noire c3 · Cavalier blanc sur case noire e3 · Dame blanche sur case noire g3 · Pion blanc sur case blanche h3 · Pion blanc sur case noire f2 · Pion blanc sur case blanche g2 · Tour blanche sur case noire e1 · Tour blanche sur case blanche f1 · Roi blanc sur case noire g1 | Dame noire sur case blanche a8 · Tour noire sur case noire d8 · Cavalier noir sur case blanche e8 · Roi noir sur case blanche g8 · Tour noire sur case blanche d7 · Fou noir sur case noire e7 · Pion noir sur case blanche f7 · Pion noir sur case noire g7 · Pion noir sur case blanche h7 · Pion noir sur case blanche c6 · Cavalier blanc sur case noire d6 · Pion noir sur case blanche e6 · Pion noir sur case noire a5 · Pion noir sur case blanche b5 · Pion blanc sur case noire c5 · Pion blanc sur case noire e5 · Pion blanc sur case noire b4 · Pion noir sur case blanche c4 · Pion blanc sur case noire d4 · Fou blanc sur case noire f4 · Pion blanc sur case noire a3 · Cavalier noir sur case noire c3 · Cavalier blanc sur case noire e3 · Dame blanche sur case noire g3 · Pion blanc sur case blanche h3 · Pion blanc sur case noire f2 · Pion blanc sur case blanche g2 · Tour blanche sur case noire e1 · Tour blanche sur case blanche f1 · Roi blanc sur case noire g1 | Dame noire sur case blanche a8 · Tour noire sur case noire d8 · Cavalier noir sur case blanche e8 · Roi noir sur case blanche g8 · Tour noire sur case blanche d7 · Fou noir sur case noire e7 · Pion noir sur case blanche f7 · Pion noir sur case noire g7 · Pion noir sur case blanche h7 · Pion noir sur case blanche c6 · Cavalier blanc sur case noire d6 · Pion noir sur case blanche e6 · Pion noir sur case noire a5 · Pion noir sur case blanche b5 · Pion blanc sur case noire c5 · Pion blanc sur case noire e5 · Pion blanc sur case noire b4 · Pion noir sur case blanche c4 · Pion blanc sur case noire d4 · Fou blanc sur case noire f4 · Pion blanc sur case noire a3 · Cavalier noir sur case noire c3 · Cavalier blanc sur case noire e3 · Dame blanche sur case noire g3 · Pion blanc sur case blanche h3 · Pion blanc sur case noire f2 · Pion blanc sur case blanche g2 · Tour blanche sur case noire e1 · Tour blanche sur case blanche f1 · Roi blanc sur case noire g1 | Dame noire sur case blanche a8 · Tour noire sur case noire d8 · Cavalier noir sur case blanche e8 · Roi noir sur case blanche g8 · Tour noire sur case blanche d7 · Fou noir sur case noire e7 · Pion noir sur case blanche f7 · Pion noir sur case noire g7 · Pion noir sur case blanche h7 · Pion noir sur case blanche c6 · Cavalier blanc sur case noire d6 · Pion noir sur case blanche e6 · Pion noir sur case noire a5 · Pion noir sur case blanche b5 · Pion blanc sur case noire c5 · Pion blanc sur case noire e5 · Pion blanc sur case noire b4 · Pion noir sur case blanche c4 · Pion blanc sur case noire d4 · Fou blanc sur case noire f4 · Pion blanc sur case noire a3 · Cavalier noir sur case noire c3 · Cavalier blanc sur case noire e3 · Dame blanche sur case noire g3 · Pion blanc sur case blanche h3 · Pion blanc sur case noire f2 · Pion blanc sur case blanche g2 · Tour blanche sur case noire e1 · Tour blanche sur case blanche f1 · Roi blanc sur case noire g1 | 1 |
|   | a | b | c | d | e | f | g | h |   |

Il semble qu'Anatoli Karpov et Vladimir Toukmakov, présents en salle de presse lors de cette ronde aient sursauté en voyant ce coup des noirs. Karpov aurait murmuré « Stra’né », ce qu'on peut traduire par « Je n'aurais jamais fait ça. » En effet, en échangeant le fou de cases noires, Aronian permet à son adversaire de contrôler à jamais ces cases.
30.exd6 Ce4 31.Dh4 Cd2 32.Cd5
Ding Liren sacrifie la qualité afin de pouvoir placer son cavalier en b6.
32... Cxf1 33.Cb6 Da7 34.Txf1 Cf6 35.Fe5 Cd5 36.Cxd5 exd5 37.Fxg7
Lorsqu'il joue ce coup, Ding Liren, en zeitnot, pense simplement qu'il lui assure la nulle par répétition de coups, comme il le dira en conférence de presse. Il dispose en fait d'une attaque de mat et ce n'est qu'après le contrôle de temps qu'il voit qu'il peut créer un réseau de mat en ramenant sa tour. Aronian sera contraint d'abandonner.
37... Rxg7 38.Dg5+ Rf8 39.Df6 Rg8 40.Dg5+ Rf8 41.Df6 Rg8 42.Te1 axb4 43.Te5 h6 44.Th5 Dxa3 45.Dxh6 f6 46.Dxf6 1-0